# Partido Justicialista
El Partido Justicialista Nacional de la República Argentina, también conocido simplemente como Partido Justicialista (PJ) es un partido político de Argentina, continuador del Partido Único de la Revolución y luego Partido Peronista, fundado por Juan Domingo Perón en 1946, el que a su vez resultó de la fusión de los partidos Laborista, Unión Cívica Radical Junta Renovadora y el  Partido Independiente, creados en 1945. 
Adoptó la soberanía política, la independencia económica y la justicia social como principales estandartes desde sus orígenes, quedando desde entonces muy ligado a la clase obrera y los sindicatos. Logró así convertirse desde su nacimiento, junto a la Unión Cívica Radical, en uno de los partidos políticos más populares de la Argentina.
El nombre actual lo posee desde que obtuvo personería como partido político bajo el régimen de la Ley de Facto N.º 19.102 de Partidos Políticos de 1971, cuyo artículo 21 impedía que el nombre de los partidos contuviera designaciones personales o derivados de ellas, lo que finalmente impedía usar la denominación de Partido Peronista.
El justicialismo llegó por elección popular a la Presidencia de la Nación en diez oportunidades: Juan Domingo Perón (1946, reelecto en 1951 y nuevamente en septiembre de 1973), Héctor José Cámpora (marzo de 1973), Carlos Saúl Menem (1989, reelecto en 1995), Néstor Kirchner (2003), Cristina Fernández de Kirchner (2007, reelecta en 2011) y Alberto Fernández (2019). 
Otros tres justicialistas llegaron a la presidencia por vías institucionales: María Estela Martínez de Perón (como vicepresidenta por la muerte del presidente Perón en 1974), Adolfo Rodríguez Saá (por elección del Congreso tras la renuncia de Fernando De la Rúa en diciembre de 2001), y Eduardo Duhalde (por elección del Congreso tras la renuncia de Adolfo Rodríguez Saá en enero de 2002). 
Los gobiernos justicialistas fueron derrocados dos veces, el primero por el golpe de Estado cívico-militar, autodenominado Revolución Libertadora en 1955 y el segundo por el también golpe cívico-militar, autodenominado Proceso de Reorganización Nacional, en 1976; el Partido Justicialista fue proscripto e impedido de participar en las elecciones desde 1955 hasta 1972, mientras que en el caso de Juan Domingo Perón la proscripción se extendió hasta mayo de 1973. 
Con carácter interino, también estuvieron en ejercicio del Poder Ejecutivo Raúl Lastiri (presidente de la Cámara de Diputados), Ramón Puerta (presidente provisional del Senado) y Eduardo Camaño (presidente de la Cámara de Diputados); el primero durante tres meses del año 1973, y los dos últimos durante pocos días en medio de la crisis económico-social desatada por las medidas tomadas por el entonces presidente de la nación, Fernando De La Rúa que lo llevó a una precipitada renuncia en diciembre de 2001.
Se conoce a sus afiliados o seguidores como peronistas (por el creador del partido) o justicialistas. Es el partido argentino con mayor cantidad de afiliados, contando en el año 2022 con 3.237.605. Es a su vez el partido con mayor cantidad de afiliados en 18 provincias, Buenos Aires, Chaco, Chubut, Corrientes, Entre Ríos, Formosa, Jujuy, La Pampa, La Rioja, Misiones, Salta, San Juan, San Luis, Santa Cruz, Santa Fe, Santiago Del Estero, Tierra del Fuego, Antártida e Islas del Atlántico Sur y Tucumán. Fue el partido mayoritario en la coalición oficialista Frente de Todos que ostentó la primera minoría tanto en la Cámara de Senadores como la de Cámara de Diputados. A su vez 6 provincias son gobernadas por miembros del PJ, Buenos Aires, Catamarca, Córdoba, Formosa, La Pampa, La Rioja y Tucumán. 
Actualmente, el partido forma parte de la coalición política Unión por la Patria, que actúa como principal fuerza opositora al gobierno de Javier Milei, excepto en Córdoba y Tucumán, donde el PJ mantiene una postura diferente. El 9 de agosto de 2024, Alberto Fernández presentó la renuncia a la presidencia del partido, formalizándola el 14 de agosto del mismo año. Desde ese entonces hasta el 11 de diciembre del 2024, cuando Cristina Fernández de Kirchner asumió el rol, la presidencia del Partido Justicialista se encontró vacante.

## Composición social
Desde sus orígenes el peronismo ha sido apoyado abrumadoramente por los sectores populares o humildes de Argentina. Su arraigo entre la clase trabajadora y los sectores más vulnerables ha generado en sectores no peronistas un conjunto de expresiones discriminadoras y de tono clasista y hasta racista. Entre ellas: cabecitas negras, aluvión zoológico. Hasta la actualidad el PJ se caracteriza por obtener la mayor parte de sus votos de las áreas periféricas de los grandes centros urbanos, como por ejemplo el segundo cordón del Gran Buenos Aires, en donde los niveles socioeconómicos son menores. Existe también expectativa de ascendencia social y ampliación de derechos en este voto, basada en una de las tres banderas del justicialismo "la justicia social". La relación con los sectores de menores ingresos ha sido una de las características más constantes en la historia de este partido, y ha sido demostrada en todas las elecciones presidenciales desde 1946 hasta la fecha. Como contrapartida, el apoyo del peronismo ha sido históricamente menor entre las clases medias urbanas, más identificadas con la Unión Cívica Radical y otros partidos de tendencia demo-liberal. Por otro lado, las clases altas han sido históricamente antiperonistas, y estuvieron más relacionadas con la ideología liberal-conservadora.

## Historia
El Partido Justicialista fue creado en noviembre de 1946, diez meses después de que Juan D. Perón fuera elegido presidente de la Nación, con el nombre de Partido Único de la Revolución; posteriormente este sería llamado Partido Peronista. El partido fue el resultado de la fusión de los tres partidos que habían sido creados en 1945 para sostener la candidatura presidencial de Perón: el Partido Laborista, la Unión Cívica Radical Junta Renovadora y el Partido Independiente.

### El peronismo
El peronismo es una corriente política que se constituyó entre noviembre de 1943 y octubre de 1945, como resultado de una alianza entre una gran cantidad de sindicatos, principalmente de ideología socialista y sindicalista revolucionaria, y los militares Juan Domingo Perón y Domingo Mercante, que tuvo como objetivo inicial gestionar el Departamento Nacional de Trabajo –luego elevado al nivel de Secretaría de Trabajo y Previsión– e impulsar desde allí leyes y medidas en beneficio de los trabajadores. La Secretaría fue conducida por Perón, quien en el curso de esos años se convirtió en el líder de un nuevo movimiento político, que tomaría el nombre de peronismo en el curso de 1945.
En esos años el país era gobernado desde 1943 por una dictadura militar autodenominada Revolución del 43, de composición muy heterogénea, que había derrocado a su vez a un régimen fraudulento, conocido como la Década infame. A comienzos de 1945, el embajador de Estados Unidos en Argentina Spruille Braden organizó un amplio movimiento que se definió como antiperonista, con el fin de oponerse a Perón y las leyes laborales sancionadas. Como reacción, gran parte del movimiento sindical, principalmente las mayorías socialista y sindicalista revolucionaria, comenzó a definirse como peronista.
El 8 de octubre de 1945, al perder una votación de los oficiales de Campo de Mayo, Perón renunció, siendo luego detenido. Nueve días después, una gran movilización obrera conocida como el Día de la Lealtad obligó al gobierno militar a disponer la liberación de Perón y llamar a elecciones. Ese día es el más citado como fecha de nacimiento del peronismo.

### La organización partidaria hasta 1955
Muchos dirigentes sindicales se opusieron pero su inexperiencia política y el carisma de Perón ante las masas hicieron fracasar su intento.
Levitsky caracteriza al Partido Peronista (PP) como un partido populista que difería de los partidos europeos de base sindical en cuatro aspectos:

El primero de ellos era que había sido creado desde arriba por agentes del Estado, destinado a retener el poder más que a obtenerlo; operaba en su mayor parte desde el propio gobierno utilizando recursos del Estado con lo cual el PP nunca desarrolló su propia organización. 

El segundo, que era un partido sumamente personalista: en los estatutos de 1954 declara que Perón es su “Líder Supremo” y le da la facultad para “modificar o declarar nulas e inválidas las decisiones de las autoridades partidarias… inspeccionar, intervenir y reemplazar” a los dirigentes del partido e incluso prohibían que en las sedes del partido se exhibieran fotografías que no fueran de Perón y de Eva Perón. La conducción partidaria nacional intervenía en forma permanente las filiales provinciales y solía escoger a los candidatos locales. Habitualmente los dirigentes con apoyos independientes eran desplazados y reemplazados por “leales a ultranza” que seguían en forma exclusiva las directivas de Perón. Como la carrera política dentro del partido dependía exclusivamente de los vínculos con Perón, no había una estructura de promoción política ni una jerarquía burocrática estables. Por ejemplo, la reorganización del partido de 1947 significó el reemplazo de la totalidad de los integrantes de los máximos organismos de conducción partidaria.

El tercero, que el partido tenía una estructura fluida que se mantuvo hasta finales de la década de 1940. En 1951 Perón reorganizó de nuevo la estructura partidaria creando una jerarquía paralela con un “comando estratégico nacional” y “comandos tácticos” provinciales que tendrían a representantes de las tres ramas partidarias –masculina, femenina y sindical– pero en la práctica Perón y Eva Perón ejercían la conducción estratégica y los gobernadores e “interventores” llevaban adelante las tácticas. 

Por último, el cuarto aspecto señala que a diferencia del Partido Laborista inglés, el PP no tenía inicialmente reglas sobre su relación con los sindicatos. En la década de 1950 se reconocía a la sindical como una de las tres ramas y, como tal, se le atribuía por tradición –sin norma escrita– derecho a un tercio de las candidaturas, pero hasta 1955 no se cumplía con rigor.

### Las primeras elecciones (24 de febrero de 1946)

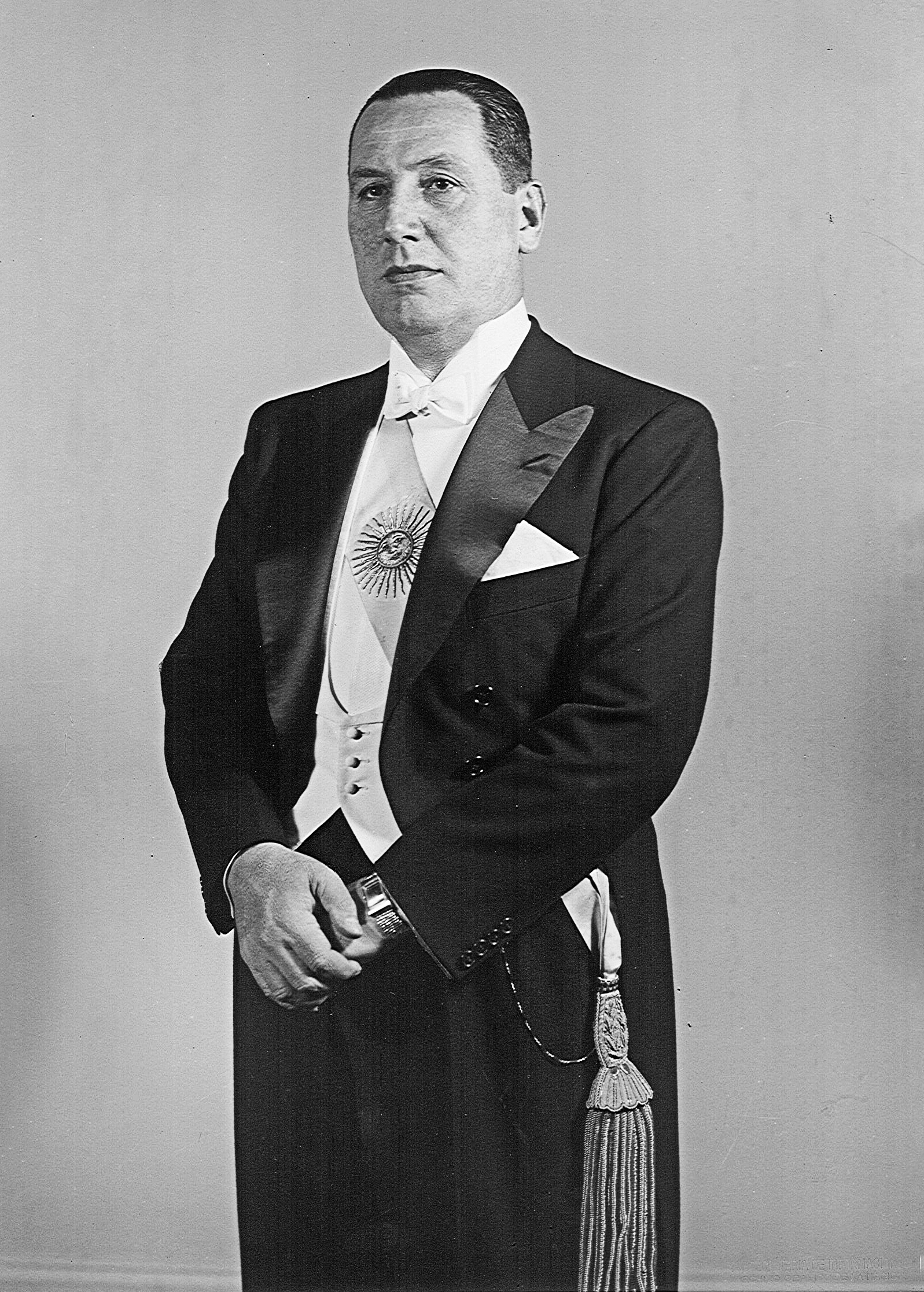
Juan Domingo Perón, ideólogo y fundador del Partido Justicialista.

Juan Domingo Perón se presentó como candidato presidencial acompañado en la fórmula por Hortensio Quijano, proveniente de la Unión Cívica Radical. Tres partidos políticos formados durante la campaña electoral sostuvieron esa fórmula:
- El Partido Laborista, organizado por los sindicatos según el modelo del Partido Laborista británico que ese año había ganado las elecciones, presidido por Luis Gay, un histórico dirigente perteneciente al sindicalismo revolucionario organizado en la Unión Sindical Argentina (USA).[41]
- La Unión Cívica Radical Junta Renovadora, liderada por Quijano y Armando Antille, agrupó a los radicales desprendidos de la Unión Cívica Radical.
- El Partido Independiente presidido por el Contralmirante Alberto Tessaire que agrupó a los conservadores que apoyaban a Perón.

Los tres partidos coordinaron su actuación política mediante una Junta Nacional de Coordinación Política (JCP), que presidía el abogado socialista del sindicato ferroviario Juan Atilio Bramuglia. Allí se acordó que cada uno de los partidos elegiría a sus candidatos y que el 50% de los cargos correspondían al Partido Laborista mientras que el 50% restante debía distribuirse por partes iguales entre la Unión Cívica Radical Junta Renovadora y el Partido Independiente.
Las elecciones de 1946 se realizaron en medio de una polarización extrema de la población en peronismo y antiperonismo, surgida el año anterior como consecuencia del rechazo que en algunos sectores de la sociedad generaba el gobierno militar en general y el coronel Perón en particular: 
- por un lado el peronismo, que se proclamaba heredero de la revolución de 1943, sustentado por un sector del gobierno militar, la mayor parte de los sindicalistas socialistas y sindicalistas revolucionarios y grupos yrigoyenistas y antipersonalistas del radicalismo y de FORJA (donde se encontraban reconocidas personalidades como Arturo Jauretche, Raúl Scalabrini Ortiz, etc., y de los que casi todos,[¿quién?] abandonaron esta posición favorable al peronismo luego de experimentar sus tendencias autoritarias), y de los conservadores de las provincias del interior, más el apoyo explícito de la Iglesia católica. Su idea fuerza fue la justicia social y su lema de cierre fue Braden o Perón.
- por otro lado el antiperonismo se organizó en la Unión Democrática cuya fórmula era Tamborini/Mosca, ambos radicales, integrada por la Unión Cívica Radical, el Partido Socialista, el Partido Comunista y Partido Demócrata Progresista, y con activo apoyo de la embajada de Estados Unidos —y en especial del embajador Spruille Braden—, del Partido Demócrata Nacional (Conservador), y las organizaciones patronales y estudiantiles. Su idea fuerza fue la democracia y la proclama general, leída en el cierre de campaña, fue "cerraremos definitivamente el paso a las hordas que agravian la cultura convertidos en agentes de una dictadura imposible…"

Las elecciones se realizaron el día 24 de febrero de 1946 triunfando Perón con el 56% de los votos en todas las provincias, con excepción de Corrientes, que fue intervenida al año siguiente de asumir el nuevo gobierno.

### Formación del Partido Peronista

Bandera del Partido Justicialista.

Tras asumir la presidencia, Perón comenzó rápidamente a consolidar su poder. Aún antes de asumir la presidencia, ordenó la disolución de los tres partidos que lo habían apoyado para unificarlos en el nuevo Partido Único de la Revolución. No obstante, parte de los dirigentes del Partido Laborista –en particular Luis Gay y Cipriano Reyes– intentaron mantener la autonomía del partido; a Perón le tomó meses forzarlos a formar parte del Partido Único de la Revolución; en particular, Reyes nunca aceptó esa decisión, y pagó su resistencia con la cárcel.
No obstante su nombre de "Partido Único", no se prohibió la existencia de otros partidos; el adjetivo de único se refería a su carácter como único partido oficialista.
El Partido Único de la Revolución existió con ese nombre desde el 21 de noviembre de 1946 hasta el 15 de enero de 1947. En esa última fecha pasó a llamarse Partido Peronista; Perón era el presidente y afiliado número 1 del nuevo partido. Informalmente contaba con dos ramas, la rama sindical –que funcionaba exclusivamente a través de la CGT– y la rama política.
El 21 de septiembre de 1947 se realizaron elecciones internas y simultáneas en todo el país para elegir delegados al congreso constituyente, encargado de sancionar la carta orgánica del partido. La alta participación ciudadana y la pluralidad interna del movimiento, llamó la atención de la prensa. Solamente en la provincia de Buenos Aires se presentaron 229 listas de candidatos –de los cuales el 40% carecía de antecedentes políticos– y participaron más de cien mil personas.

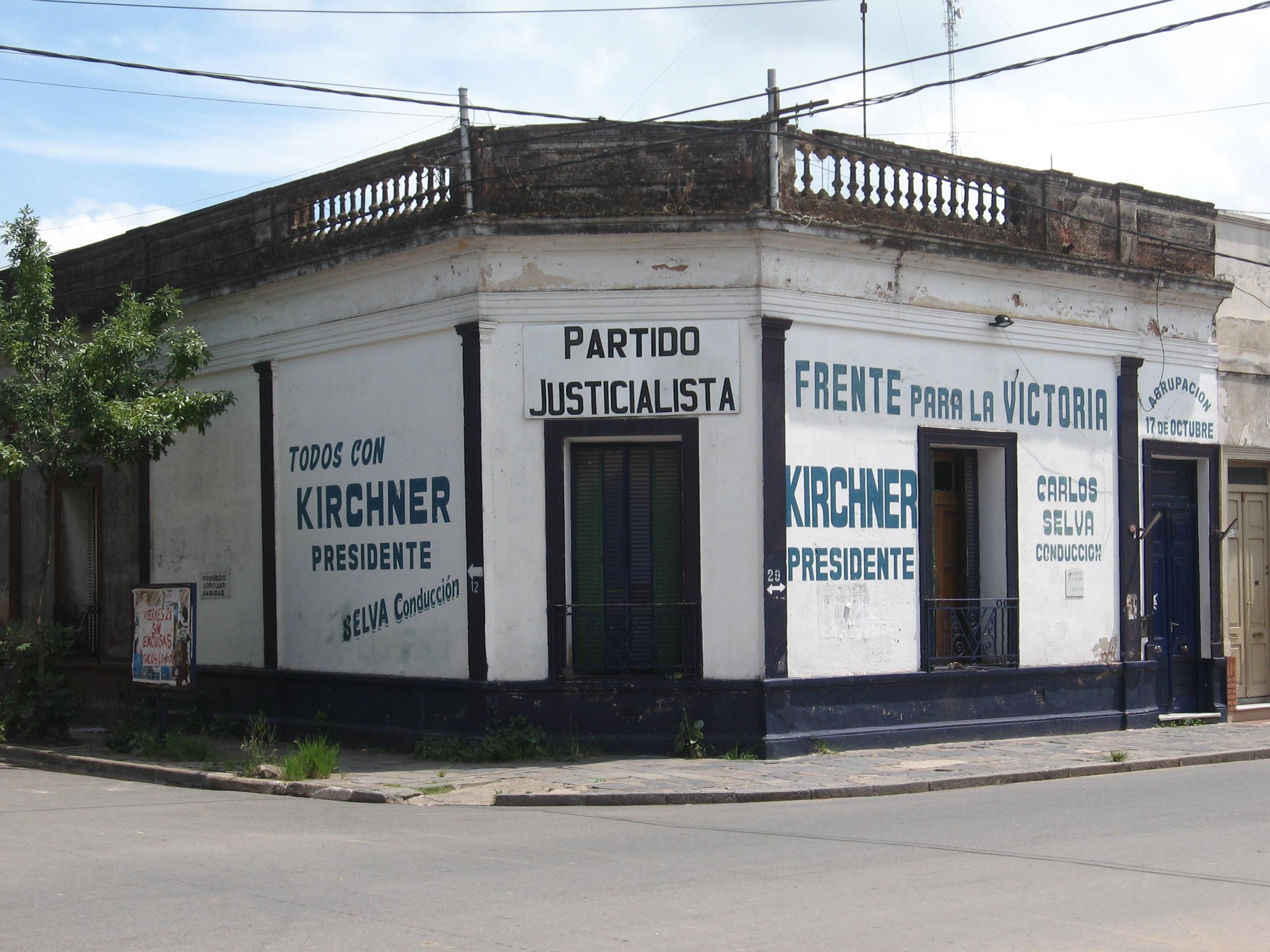
Unidad básica en la ciudad de Mercedes, provincia de Buenos Aires. Las unidades básicas peronistas fueron creadas por la primera carta orgánica del partido, sancionada en 1947.

El Primer Congreso Nacional del Partido Peronista se reunió en la Ciudad de Buenos Aires los días 1 y 2 de diciembre de 1947, integrado por 1500 delegados de todo el país. Se redactó una carta orgánica, que creaba un complejo sistema de instancias administrativas, cuya cúspide estaba en el Congreso y Consejo Superior del partido, y cuya base estaba formada por las unidades básicas, repartidas por todo el territorio nacional, generalmente una por pueblo pequeño y barrio, aunque a veces existían más. Éstas podían ser "gremiales" u "ordinarias" y se formaban con un número mínimo de cincuenta afiliados, que elegían a sus autoridades por voto directo.
En el mismo Congreso se formó el primer Consejo Superior, presidido por el propio Perón, pero pocos meses después el mismo fue "intervenido" por orden del presidente. El esfuerzo de democratización que insumió la reunión del primer Congreso no fue repetido: hasta mediados de 1955, el partido sería dirigido por el almirante Alberto Tessaire, rodeado de asistentes nombrados por él y por Perón. Todos los candidatos en las sucesivas elecciones nacionales y provinciales serían elegidos por el interventor, con anuencia de Perón. Análogamente, los Consejos provinciales también fueron intervenidos, y ellos nombraron los candidatos provinciales de menor importancia y los candidatos a autoridades municipales.
A partir de la reforma constitucional de 1949, en que se estableció el sufragio femenino, se fundó la rama femenina, presidida por Eva Perón, la esposa del presidente. Tras el fallecimiento de Evita, sería presidida por Delia Parodi. Solo mucho después, durante el período llamado de la resistencia peronista, se fundaría una cuarta rama, la Juventud Peronista.

### El estado de bienestar y la economía del primer peronismo
La llegada del peronismo al poder en democracia se produjo en plena posguerra mundial, lo cual significaba la debilidad económica de una Europa en ruinas, y el liderazgo creciente de los Estados Unidos en el Hemisferio Occidental. En este escenario, la Argentina se encontraba por primera vez en su historia en la posición de acreedor de los países centrales, gracias a las exportaciones de carnes y granos a las potencias beligerantes. El principal deudor era el Reino Unido, que ante la emergencia declaró su iliquidez, bloqueando la libre disponibilidad de esos montos. El gobierno peronista optó por utilizar esos créditos para adquirir empresas de servicios públicos de capital británico.
La bonanza económica de la Argentina continuaba, permitiendo al gobierno aplicar una vasta política de bienestar que incluía la efectivización de nuevos derechos sociales, como períodos de vacaciones y descanso, planes de vivienda, inversiones en salud y educación, etcétera. Estas conquistas sociales fueron ampliamente capitalizados por las figuras de Perón y su esposa, Eva Perón, que manejaba una fundación de asistencia social financiada principalmente con fondos estatales y algunos aportes empresarios. Las nacionalizaciones y estatizaciones de los servicios públicos, como los ferrocarriles británicos, fueron proclamados como conquistas de soberanía e independencia económica.
No obstante, el contexto mundial pronto dejó de ser favorable ya que los Estados Unidos mediante el plan Marshall, comenzó a ubicar sus excedentes agrícolas en Europa limitando el acceso al mercado de los alimentos argentinos. A partir de 1950, la situación económica comienza a empeorar y un nuevo ministro de Asuntos Económicos, Alfredo Gómez Morales, aplicó medidas de corte ortodoxo, como el ajuste del gasto público; Perón, que había declarado una vez que "se cortaría las manos" antes que endeudar a la Nación comprometiendo su independencia económica, contrajo finalmente un préstamo con el Banco de Exportaciones e Importaciones de Estados Unidos (Eximbank) y firmó contratos de explotación petrolífera con compañías norteamericanas.
La crisis económica precipitó una puja distributiva: el sector más rico y propietario, del campo o la industria, no estaba dispuesto a tolerar una distribución del ingreso semejante: casi el 50 por ciento del PBI pasaba a los trabajadores.
De todos modos, los sectores obreros urbanos y rurales y las capas más bajas de la clase media continuaron apoyando la política de Perón, convencidas de que bajo su gobierno habían logrado acceder a derechos sociales y a un nivel de vida muy superiores a los obtenidos en cualquier período anterior. En las elecciones presidenciales de 1951, Perón obtuvo un 63,4 % de votos para su reelección, y en las elecciones legislativas de abril de 1954, el Partido Peronista obtuvo un 62,96 %.

### Legislación electoral, representación de las mujeres y circuitos uninominales
El gobierno peronista introdujo modificaciones legales que cambiaron radicalmente los mecanismos electorales: la ley 13 010 de 1947 otorgó a las mujeres el derecho de votar y ser elegidas en igualdad de condiciones con los hombres. En 1949 se modificó el régimen de los partidos políticos, para los cuales exigió –para ser reconocidos como tales– una existencia previa de tres años y establecía que una alianza de partidos debía ser considerada como un nuevo partido, con lo que el peronismo se evitaba competir con cualquier posible acuerdo de los partidos opositores.
En 1951 se reformó el régimen electoral cambiando el sistema establecido por la Ley Sáenz Peña conocido como "lista sábana" –dos tercios para la lista de la primera mayoría y un tercio para la segunda– por un régimen de circunscripciones uninominales: se dividía cada distrito (provincias y la Capital Federal) en tantos sectores como cargos a cubrir, y en cada circunscripción se elegía un solo diputado, por mayoría de votos. En la elección de 1951, por renovarse totalmente la Cámara de Diputados se eligieron dos diputados por circunscripción. En los cinco distritos más poblados se elegían dos diputados –tres en la elección de 1951–, correspondiendo el segundo, al segundo partido más votado. Al aplicar la ley, el gobierno hizo en algunos distritos un diseño de las circunscripciones –usando el sistema llamado Gerrymandering– combinando barrios alejados entre sí pero contiguos y con intereses sociales opuestos: por ejemplo, una atravesaba la ciudad desde Palermo (de clase media alta) hasta Villa Soldati (de clase trabajadora) y otra iba desde Palermo a Nueva Pompeya (Buenos Aires) pasando por Once. En las elecciones presidenciales de 1951, el peronismo obtuvo un 63,4 % de votos y logró 135 diputados, mientras que la Unión Cívica Radical –con el 33 %– obtuvo solamente 14. Dice al respecto Privitellio: "el partido único no existía, pero estaba muy cerca de ser una realidad." En las elecciones legislativas de abril de 1954, el Partido Peronista obtuvo un 62,96 % y 161 diputados, en tanto la oposición solo logró los 12 de la UCR.

### La oposición
El gobierno peronista fue duro con la oposición política, incluyendo el arresto de dirigentes y militantes opositores, algunos de ellos a pesar de los fueros parlamentarios que debían protegerlos, como el caso de Alfredo Palacios y Ricardo Balbín; algunos diputados que el oficialismo consideró que se excedieron en sus críticas, como Ernesto Sanmartino y Atilio Cattáneo, fueron expulsados de la Cámara de Diputados. La provincia de Corrientes, única en que había sido elegido un gobernador opositor, fue intervenida con justificaciones superficiales. También se procedió a la remoción vía juicio político de tres de los miembros de la Corte Suprema de Justicia.
Algunos dirigentes del Partido Peronista, como los líderes laboristas Cipriano Reyes y Luis Gay, también fueron perseguidos con dureza y pasaron largas temporadas en la cárcel. Otros dirigentes que habían alcanzado altos cargos en la administración pública, como el gobernador de Buenos Aires Domingo Mercante y el canciller Juan Atilio Bramuglia, fueron alejados del gobierno por considerárselos un obstáculo a la concentración del poder en el presidente Perón.
Moderadamente en la primera presidencia, y abiertamente en la segunda, el gobierno peronista ejerció una intensa propaganda, que los opositores calificarían más tarde como una forma de culto a la personalidad. El nombre de Perón y de su esposa se repetía incesantemente en la toponimia, llegando a darles nombre a dos provincias recién creadas. Se distribuyó abundante material de lectura para niños del ciclo primario, en el que se aprendía a deletrear con los nombres de Perón y Evita; en las escuelas secundarias era de lectura obligatoria el libro de Eva, La razón de mi vida, escrito por Evita.
Las universidades nacionales, que gozaban de independencia político-administrativa, fueron intervenidas por el Gobierno Nacional, que removía a los profesores disidentes. Toda política partidaria estaba prohibida dentro de las aulas a excepción de la oficialista, y ningún profesor podía estar afiliado a un partido opositor. El gobierno impulsó a la CGU (Confederación General Universitaria) como representante de los estudiantes en oposición a la mayoritaria FUA (Federación Universitaria Argentina), conducida en ese entonces por el Partido Comunista. Con un criterio similar, se creó la UES (Unión de Estudiantes Secundarios), que funcionaba en la residencia presidencial y en la que el presidente realizaba agasajos a los estudiantes.
Desde fines de 1949 la comisión parlamentaria bicameral con mayoría peronista llamada Comisión Visca –cuyo cometido original era investigar torturas aplicadas por la policía– se dedicó a realizar investigaciones, allanamientos y clausuras de medios de prensa no oficialistas, que afectaron a unas setenta publicaciones; uno de los diarios más difundidos del país, La Prensa, fue expropiado y entregado a la CGT.
La oposición, completamente desplazada de todo puesto de poder o influencia, buscaba desplazar violentamente al peronismo; un intento de golpe de Estado en 1951 y un sangriento atentado en Plaza de Mayo en 1953 fueron muestras visibles de estas intenciones. No obstante, el sistema político se mantuvo estable hasta fines de 1954, cuando estalló un inesperado enfrentamiento con la Iglesia católica, durante el cual Perón y sus partidarios se lanzaron a romper todas las relaciones del Estado con esta y limitaron los derechos civiles de clérigos y feligreses; se sancionó una ley de divorcio, se habilitaron los prostíbulos y se prohibió la enseñanza de la materia «religión» en las escuelas públicas, que hasta entonces había sido obligatoria.
Solo a partir de entonces comenzó una escalada de resistencias de parte de los opositores, mientras que una parte importante de los oficiales militares comenzaron a conspirar para derrocar a Perón. El Ejército, en particular, se consideraba muy unido a la Iglesia católica, mientras que los oficiales de la Armada eran socialmente muy conservadores y nunca habían apoyado completamente a Perón.

### Golpe militar de 1955
El primer intento golpista ocurrió el 16 de junio. Con el objetivo de matar a Perón, aviones de la Marina y de la Fuerza Aérea, con escaso apoyo del Ejército, bombardearon la Plaza de Mayo. Fue una masacre de ciudadanos de a pie. Se estimó en unos mil muertos, aunque las cifras oficiales nunca se conocieron. Perón se había refugiado en el Ministerio de Guerra y los conspiradores finalmente se rindieron.
Ese accionar tensó aún más la furia de los peronistas: esa noche, varias iglesias fueron profanadas, saqueadas e incendiadas.
Tras los hechos del 16 de junio, el presidente comenzó un intento de apertura de la situación política, que incluía la autorización a los partidos opositores para pronunciar discursos a través de las radios nacionales. El 16 de julio, el presidente anunció el final de la Revolución Nacional, y que a partir de ese momento pasaba a considerarse únicamente presidente de la Nación; también defenestró a varios ministros para aplacar la furia opositora. Seis días más tarde, el almirante Teissaire presentó su renuncia como interventor del Partido Peronista, y el 25 de julio Perón nombró una Junta Consultiva del partido, presidida por Alejandro H. Leloir, con Ricardo San Millán como secretario y con John William Cooke como interventor del partido en la Capital Federal. Los nuevos dirigentes intentaron fijar las bases de la pacificación del país, pero las conspiraciones continuaron.
El 16 de septiembre estalló un levantamiento en Córdoba encabezado por el general Eduardo Lonardi. Las tropas leales a Perón no pudieron sofocarlo. La Marina, liderada por el almirante Isaac Rojas, encabezó el golpe contra Perón: sus naves bloquearon Buenos Aires y su estado mayor amenazó con volar los depósitos de combustible de La Plata y Dock Sud. El ministro de Guerra, general Lucero, pidió parlamentar y leyó una carta en la que Perón solicitaba la negociación de un acuerdo. La carta no hablaba de renuncia, sí de renunciamiento, pero la Junta de Generales Superiores del Ejército decidió considerarla como una renuncia y negociar con los golpistas, mientras miles de peronistas fieles, encolumnados detrás de la CGT pedían armas para defender a lo que consideraban su gobierno.
El 20 de septiembre Perón se refugió en la embajada del Paraguay y enseguida en una cañonera que lo llevó a Asunción y a lo que sería el comienzo de su largo exilio de casi diecisiete años.
Tras el golpe de Estado de septiembre, Leloir se presentó ante el dictador Eduardo Lonardi ofreciendo la colaboración del partido para lograr la pacificación del país y emitiendo declaraciones que auguraban el inicio de la autonomía del partido, librado ya de la tutela del expresidente. Cipriano Reyes refundó el Partido Laborista, pero ambos fueron ignorados por el gobierno, que prefirió dialogar y confrontar solamente con la CGT.

### Proscripción y neoperonismo
Los sectores más netamente antiperonistas no quedaron satisfechos con la caída de Perón, y en noviembre obligaron a Lonardi a renunciar, reemplazándolo por el general Pedro Eugenio Aramburu. Este decretó la desaparición del peronismo: el 24 de noviembre declaró disueltos el Partido Peronista, el Partido Peronista Femenino y el Partido Socialista de la Revolución Nacional. A continuación, miles de exfuncionarios del gobierno de Perón y de su partido fueron arrestados, pasando meses o años en las cárceles, en la mayoría de los casos sin juicio alguno; en marzo siguiente, todos ellos serían inhabilitados para ejercer cargos electivos, como funcionarios, o como dirigentes de partidos políticos y sindicatos. EL día anterior, el decreto N.º 4161/56 prohibía la utilización de cualquiera de los símbolos del partido o del movimiento peronista, del retrato o los nombres de Perón o de Evita, las expresiones "peronismo", "justicialismo", "tercera posición" y de la sigla "PP", y de la marcha de los "muchachos peronistas". Poco después, por un simple decreto, la Constitución nacional reformada en 1949 fue derogada y reemplazada por la existente antes de esa fecha.
Al restablecerse el sistema electoral en 1958 –previa anulación de la Constitución de 1949– el peronismo intentó participar en las elecciones por medio de partidos llamados "neoperonistas", pero éstos también sufrieron sistemáticas obstrucciones en el camino a las urnas. De modo que Perón optó por pactar con Arturo Frondizi los votos peronistas a cambio del respeto por los sindicatos peronistas y la rehabilitación del Partido. Con los votos peronistas, Frondizi accedió a la presidencia, pero cumplió solo parcialmente sus compromisos y persiguió a los dirigentes políticos y gremiales peronistas. Una vez vencida la resistencia inicial de los sindicalistas más combativos, permitió a los partidos neoperonistas participar en las elecciones de 1962. El triunfo peronista en la mayor parte de las provincias llevó al derrocamiento de Frondizi y la reanudación de la persecución del peronismo.
Desde 1960, Perón estaba en España, desde donde conducía el Movimiento Peronista. En las elecciones presidenciales de 1963, los neoperonistas –que quisieron presentarse aliados al partido de Frondizi y al Partido Conservador Popular– fueron nuevamente impedidos de participar, por lo que Perón ordenó el voto en blanco. Dos millones de votantes lo hicieron en blanco, y el presidente radical Arturo Illia fue elegido con sólo el 25% de los votos emitidos.
El gobierno de Illia redujo la persecución contra el peronismo, pero mantuvo la prohibición de que Perón regresara al país y que los sindicatos –mayoritariamente peronistas– apoyaran alguna corriente política. En octubre de 1964 el Congreso Nacional derogó el Decreto Ley 4161 de 1956 que castigaba con la cárcel la promoción de las ideas y símbolos peronistas, y poco después sancionó la Ley N.º 16.652 de Partidos Políticos, sin incluir una prohibición explícita del peronismo, ni del comunismo. Simultáneamente, Perón emprendió su regreso al país el 2 de diciembre de 1964, pero Illia lo impidió, solicitando a la dictadura brasileña que lo detuviera al hacer escala en Río de Janeiro y lo obligara a regresar a España. El gobierno convocó entonces a elecciones legislativas para el 14 de marzo de 1965.
En esas circunstancias, Perón ordenó crear un nuevo partido, llamado por primera vez Partido Justicialista (PJ), como única expresión legal del peronismo. La campaña de afiliaciones del nuevo partido fue organizada por las 62 Organizaciones, que luego de la normalización de la CGT se había reformulado como instancia orgánica de la rama sindical del movimiento peronista. Pero a la hora de realizar la inscripción, la justicia electoral prohibió nuevamente al PJ argumentando que había una "…identidad vital y dependencia sociológica del Partido Justicialista con el Movimiento o Partido Peronista". Solo en Mendoza pudo el peronismo presentarse bajo el nombre de Partido Justicialista.
Ante la nueva prohibición, el peronismo se presentó a las elecciones legislativas de 1965 con el nombre de Unión Popular, cuyos candidatos fueron enteramente nombrados por el Partido Justicialista. Varios grupos neoperonistas pretendieron enfrentar al peronismo "oficial", pero sus resultados fueron muy pobres: la Unión Popular obtuvo 3 032 186 votos, mientras los neoperonistas obtenían únicamente 318 197 votos. Los radicales obtuvieron solamente 2 724 259, con lo que fueron ampliamente derrotados por los peronistas.
La larga dictadura que siguió al derrocamiento de Illia en 1966 disolvió todos los partidos y prohibió toda actividad política. Pero sus propios errores económicos y políticos, sumados a un alto grado de movilización sindical –no exclusivamente peronista– que generó revueltas masivas como el Cordobazo y la acción de los grupos guerrilleros de extrema izquierda –el ERP– o peronistas –en particular, Montoneros– obligaron a la dictadura a una salida electoral y la habilitación de los partidos políticos sin restricciones.

### Regreso al poder y tendencias enfrentadas
El Partido Justicialista se reorganizó y finalmente, el 11 de marzo de 1973 en las elecciones generales, el Frente Justicialista de Liberación (FREJULI), nucleando al Partido Justicialista, al Partido Conservador Popular, al Partido Socialista Unificado y a otras fuerzas menores, ganó con el 49,59 % de los votos llevando como candidato a presidente al Dr. Héctor José Cámpora, contra el 21,30 % de la Unión Cívica Radical que obtuvo el segundo lugar. 
Cuando Perón retornó definitivamente a la Argentina el 20 de junio de 1973, se produjo el enfrentamiento entre los distintos sectores del Movimiento Peronista que pasó a la historia como la masacre de Ezeiza. A partir de ese momento, Perón modificó sustancialmente su relación con las corrientes de izquierda de su propio partido, prefirió aliarse con el ala histórica más conservadora del amplio espectro de sus colaboradores, y poco a poco fue restando espacio político al fuerte sector juvenil de su movimiento, que respondía a Montoneros, quitándole gradualmente protagonismo dentro del movimiento que indiscutiblemente él lideraba. La crisis interna del partido se agravó en 1974 y desembocó, luego de su muerte el 1 de julio de ese año, en un conflicto irreconciliable. El mismo incluiría sangrientos enfrentamientos armados, la proscripción de los grupos que integraban la "tendencia revolucionaria" del peronismo, y cientos de muertos en atentados realizados por el grupo parapolicial Alianza Anticomunista Argentina (Triple A).
El 20 de junio de 1973, durante la tan esperada oportunidad del regreso de Perón a su país luego de 18 años de exilio, ocurrieron los hechos conocidos como masacre de Ezeiza, localidad cercana al aeropuerto internacional donde arribaría la aeronave, constituyendo el dramático anticipo de todo lo que sobrevendría en los siguientes años del escenario político argentino.
Una multitud jamás vista, estimada por los medios periodísticos de la época en dos millones de personas, se congregó en el lugar para recibir a su líder y, en medio de ella, las columnas de Montoneros junto a otras agrupaciones de izquierda representaban un despliegue de movilización imponente. Por expresas directivas de Perón, la seguridad de todo el operativo del regreso se delegó en el coronel (RE) Jorge Osinde, perteneciente al ala más conservadora de su movimiento político, soslayando y quitándole el poder operacional a Esteban Righi –por entonces ministro del Interior de la Nación–, responsable natural de la seguridad del país e ideológicamente cercano a Montoneros.
Varios enfrentamientos –cuyo saldo de muertos y heridos nunca fue determinado exactamente, ni investigado judicialmente– se generaron durante todo el día entre los grupos armados paramilitares a cargo del operativo de seguridad, y las multitudinarias columnas de manifestantes Montoneros, en medio de cientos de miles de obreros peronistas con sus familias y desorientados simpatizantes del viejo general, quienes no entendían lo que estaba ocurriendo.
Al caer la tarde, y ante las noticias provenientes de Ezeiza, la aeronave que traía de regreso a Perón finalmente fue desviada al aeropuerto de Morón. Por la noche aún continuaron las corridas y enfrentamientos armados en Ezeiza, mientras la mayoría de la multitud pugnaba por abandonar el área y ponerse a salvo.

### Tercera presidencia de Perón (1973-1974)
Cámpora y Solano Lima renunciaron para posibilitar nuevas elecciones. Renunció también el vicepresidente provisional del Senado, Alejandro Díaz Bialet, embarcado precipitadamente para Europa y, de acuerdo con la Constitución Nacional, artículo 75 y la ley de acefalía 252, le correspondía al presidente de la Cámara de Diputados, Raúl Lastiri, yerno de José López Rega –el tercero en el orden de sucesión– ocupar el cargo de presidente en vista de la acefalía producida. Asumió el cargo el 13 de julio. 
Perón se presentó como candidato para su tercer período presidencial, llevando en la fórmula a su esposa, María Estela Martínez, y se convocó a elecciones, que se realizaron el 25 de septiembre. La fórmula Perón-Perón obtuvo el 61,85% de los votos; Balbín-Fernando de la Rúa (UCR), el 24,2%; Manrique- Martínez Raymonda (Alianza Popular Federalista), el 12,19%. Perón asumió como presidente por tercera vez el 12 de octubre de 1973. 
El tercer gobierno de Perón estuvo signado por permanentes conflictos entre sus seguidores de izquierda y derecha. Grupos parapoliciales con apoyo estatal (la Alianza Anticomunista Argentina –la AAA o Triple A– organizada por su ministro de Bienestar Social José López Rega) persiguieron y mataron a militantes de izquierda. El punto de máxima tensión en el proceso de marginación y posterior dimisión de Montoneros del movimiento de Perón se produjo el 1 de mayo de 1974, en ocasión de los festejos por el Día del Trabajo. 
Ya en el ocaso de su vida, durante una gran convocatoria en la Plaza de Mayo, Perón increpó a los Montoneros que cantaban consignas adversas a integrantes de su gobierno catalogándolos como estúpidos e imberbes en un encendido y recordado discurso desde el balcón de la Casa de Gobierno. Tras esas palabras, se retiró una gran parte de los reunidos en la plaza.
Perón murió el 1 de julio de 1974 y fue sucedido por su esposa y vicepresidenta, María Estela Martínez de Perón.

### Presidencia de María Estela Martínez (1974-1976)
María Estela Martínez, conocida como Isabelita o como Isabel Perón, asumió la Presidencia el 2 de julio de 1974.
Su ministro de Bienestar Social y secretario personal, José López Rega, conocido como el Brujo por sus enemigos y Daniel o Lopecito por sus allegados, ejerció una gran influencia sobre Martínez en esta fase del gobierno. En su intento de hacer primar los intereses de la derecha peronista, López Rega desvió fondos públicos para el financiamiento de una banda parapolicial conocida como Alianza Anticomunista Argentina o triple A que bajo su dirección, emprendió acciones de hostigamiento a figuras destacadas de la izquierda mediante amenazas, atentados, secuestros, torturas y asesinatos.
El gobierno intervino varias provincias cuyos gobernadores peronistas consideraba disidentes, universidades, sindicatos, los canales de televisión privados, y restringió la libertad de prensa sancionando a diarios y revistas o directamente prohibiéndolas y se prohibió la difusión de noticias de agencias periodísticas extranjeras. Durante este período se vivieron situaciones marcadas por un notorio oscurantismo y una casi completa inoperancia administrativa en todos los niveles del gobierno.
La economía argentina también sufrió daños severos, con una inflación galopante, una paralización de las inversiones de capital, la suspensión de las exportaciones de carne a Europa y el inicio del crecimiento incontrolable de la deuda externa. La solución de corte monetarista intentada por el ministro Alfredo Gómez Morales, un histórico del peronismo, no tuvo éxito, y provocó una fuerte retracción de la liquidez, iniciando un complicado proceso de estanflación. La suspensión de las compras de carne argentina por el Mercado Común Europeo empeoró la situación.
En junio de 1975, el nuevo ministro de Economía, Celestino Rodrigo, auspiciado por López Rega, aplicó una violenta devaluación de la moneda acompañada de aumentos de tarifas; el llamado Rodrigazo, parte del plan de López Rega para debilitar las presiones sindicales a través del desprestigio de sus principales operadores, provocó sin embargo la primera huelga general contra un gobierno peronista. En julio de 1975, ante la huelga general y la presión callejera de la CGT y, en especial de la Unión Obrera Metalúrgica de Lorenzo Miguel, López Rega se vio obligado a renunciar a su cargo en el gobierno y abandonar el país.
Ante la creciente actividad de los grupos de izquierda –tanto los que actuaban dentro del peronismo, los Montoneros, como otros de corte marxista, el Ejército Revolucionario del Pueblo– y de extrema derecha, Martínez decidió fortalecer la acción de gobierno. La renovación de la cúpula militar, que incluyó entre otras medidas la designación de Jorge Rafael Videla al frente del Ejército, fue parte de un programa de endurecimiento del control, que incluyó también el cierre de publicaciones opositoras. La decisión de recurrir a la fuerza militar desembocó en la firma en 1975 del decreto que da inicio al Operativo Independencia, la intervención de las fuerzas armadas en la provincia de Tucumán que dio inicio al Terrorismo de Estado. Martínez pidió licencia del cargo durante algunos días, dejando el ejercicio del cargo al presidente provisional del Senado Ítalo Lúder entre el 13 de septiembre y el 16 de octubre de 1975. En un momento de especial tensión, amenazó desde el balcón de la Casa Rosada con convertirse en la mujer del látigo.
A pesar de la creciente presión militar, expresada en un levantamiento de la Fuerza Aérea controlado a duras penas, Martínez se negó reiteradamente a renunciar, aunque anunció el adelanto de las elecciones presidenciales para fines de 1976.

### La última dictadura militar (1976-1983)
Gustavo Caraballo, en ese entonces secretario técnico de la presidencia de la Nación, afirma que, antes de su muerte, Perón le solicitó que modificara la ley de Acefalía para permitir al radical Ricardo Balbín asumir en su lugar, pero eso finalmente no se concretó. En medio de la violencia política imperante la presidenta María Estela Martínez de Perón, el Congreso Nacional, la Corte Suprema y los poderes legislativos y ejecutivos provinciales, fueron derrocados el 24 de marzo de 1976, tomando el poder una Junta Militar con la suma del poder público. 
El golpe de Estado del 24 de marzo de 1976 tuvo versiones encontradas al interior del Partido Justicialista, muchos dirigentes y militantes justicialistas condenaron el golpe y fueron encarcelados, perseguidos, secuestrados, torturados, desaparecidos y asesinados, o tuvieron que irse al exilio, mientras algunos militantes y dirigentes justicialistas lo aplaudían y daban su apoyo al dictador, teniente general Jorge Rafael Videla. 
Ya en la última dictadura militar de 1976, también llamada Proceso de Reorganización Nacional, algunos justicialistas ocuparon cargos de intendentes, gobernadores, y funcionarios de empresas estatales. El 1 de diciembre de 1978, se realizó una cena de homenaje de los partidos políticos al dictador Videla, siendo el PJ el único partido que rechazó oficialmente el evento, con la firma de su presidente Deolindo F. Bittel, pero a la reunión también asistieron algunos justicialistas en contra de la resolución del PJ. 
En 1981 el Partido Justicialista junto con la Unión Cívica Radical, el Partido Intransigente, el Partido Demócrata Cristiano y el Movimiento de Integración y Desarrollo conformaron la Multipartidaria desde la que se reclamó el establecimiento de un gobierno democrático. En representación de Córdoba, dos dirigentes participaron de las reuniones que la Multipartidaria Nacional celebró en Buenos Aires para expresar el parecer del interior del país: los líderes de los dos partidos mayoritarios cordobeses, Dres. Tránsito Rigatuso (PJ) y Eduardo Angeloz (UCR). Posteriormente, desde julio de 1981, se llevaron a cabo en la provincia mediterránea -segundo distrito electoral del país- distintas reuniones entre los titulares de cada expresión política local, acompañados por algunos dirigentes de sus agrupamientos. Por el Justicialismo estuvieron el Dr. Tránsito Rigatuso (interventor del Peronismo cordobés entre noviembre de 1975 y julio de 1983 y miembro del Congreso Nacional Partidario), quien fue elegido presidente ad- hoc para los primeros encuentros, y el Dr. Leonardo Obeid (Consejero Nacional del Partido Justicialista); por la Unión Cívica Radical, los Dres. Eduardo Angeloz (presidente del Comité Central Provincial y Horacio García. También participaron en representación de la Democracia Cristiana el Ing. Ángel Manzur y el Dr. Eduardo Cúneo; por el Movimiento de Integración y Desarrollo el Esc. Ángel Reale y el Dr. Raúl Rippa y por el Partido Intransigente el Cr. Albino Serafín y el Sr. Erasmo Ceballos. Hubo varias postergaciones para conformar la mesa Multipartidaria local a instancia del radicalismo, desde septiembre de 1981 hasta marzo de 1982. Luego de distintas dilaciones, la UCR comunicó – el 2/2/1982- que requerían un plazo de 20 días en espera de la aprobación o no de sus autoridades partidarias nacionales, lo que se prorrogó nuevamente, terminando por rechazar su ingreso a la mesa política. Por insistencia de la Democracia Cristiana y el Justicialismo para retomar las conversaciones al respecto y convencer a la UCR de ingresar, los radicales enviaron la propuesta de conformar una Coordinadora, lo que concluyó con el rechazo de los demás partidos y la dilución final de los esfuerzos por crear la Multipartidaria Provincial en Córdoba.
En vísperas de la restauración democrática y antes de la Guerra de Malvinas, el 5 de marzo de 1982 sesionó el Congreso Nacional del Partido bajo la presidencia del exgobernador de la provincia de San Juan Eloy Camus -cuyos bienes habían sido incautados y saqueados tras el golpe- en el Centro Cultural Congreso, dirigido por el matrimonio compuesto por Reinaldo Parra y María Hesain.

### Retorno a la democracia (1983-1989)
En 1983 el PJ participó en las elecciones generales, en las que se impuso la Unión Cívica Radical con 7.724.559 votos (51,75%), resultando electo presidente Raúl Alfonsín. El Partido Justicialista obtuvo 5.995.402 votos (40,16 %), con la fórmula Ítalo Luder - Deolindo Bittel, y la tercera fuerza fue en esa oportunidad el Partido Intransigente con 347.654 votos (2,33 %)
El domingo 6 de septiembre de 1987 se realizaron elecciones legislativas y provinciales en Argentina, donde se renovó la mitad de la Cámara de Diputados de la Nación y todos los gobernadores, entre otros cargos a nivel provincial y municipal. En la elección para renovar las bancas parlamentarias en el Congreso, el Partido Justicialista como oposición obtuvo el 41% de los votos y 60 bancas, mientras que el partido político gobernante, la Unión Cívica Radical alcanzó el 37% de los votos y 52 bancas.
Alfonsín debía terminar su mandato el 10 de diciembre de 1989. Sin embargo, por razones electorales vinculadas a la grave situación económica, decidió adelantar considerablemente la fecha de las elecciones estableciéndolas el 14 de mayo, casi siete meses antes de la entrega del mando. Las elecciones se realizaron en medio del proceso hiperinflacionario y en un clima de desorden y saqueos. El 14 de mayo Carlos Menem del PJ triunfó con el 47 % de los votos, frente a 32 % del candidato radical. En ese mismo mes la inflación alcanzó el 78 % mensual y la pobreza comenzó a crecer de modo exponencial: en mayo era del 25 % y en octubre del 47 %. El 30 de mayo Alfonsín decretó el estado de sitio. La situación era insostenible y poco después Alfonsín anunció que entregaría el poder en forma anticipada, lo que se realiza el 8 de julio de 1989.

### Presidencia de Menem (1989-1999)
El principal problema que debió enfrentar al asumir la presidencia fue el de una economía en crisis con hiperinflación. Menem introdujo una serie de reformas neoliberales: privatizó varias empresas estatales, entre las cuales se hallaban canales televisivos de aire y las dos mayores empresas del país —Yacimientos Petrolíferos Fiscales y Gas del Estado—, desreguló la economía y estableció la libertad de precios. Durante la gestión de Domingo Cavallo, ministro de Economía de su gobierno, se estableció la Ley de Convertibilidad cuya aplicación se prolongaría hasta la crisis argentina de fines de 2001 y comienzos de 2002. El Banco Central de la República Argentina estaba obligado a respaldar la moneda argentina con sus reservas en una relación de cambio en la que un dólar estadounidense equivalía a un peso convertible. De esta forma se restringía la emisión de billetes como medio de financiamiento del Estado.
Estas medidas lograron una estabilidad económica sin inflación significativa que ofreció un clima favorable para el surgimiento de inversiones y el ingreso de capitales desde otros países, produciéndose un marcado crecimiento del PBI. Dicha estabilidad económica duro hasta 1994, ya que se eliminaron las razones por medio del cual se producía la "espiral hiperinflacionaria". Durante su gobierno la deuda externa pública se mantuvo en valores cercanos al 40% del PBI. En 1990 su valor era de 38.7% y en 1999, año en que finalizó su segundo mandato, era de 42.3%. En los servicios públicos produjo mejoras de calidad en algunas rubros (luz, telefonía), mientras que en otros el impacto fue negativo (transportes ferroviarios). Al mismo tiempo, los principales inconvenientes económicos generados por esta política fueron una disminución de la competitividad basada en el tipo de cambio y un crecimiento del desempleo.
Al asumir Menem el gobierno, los valores de desocupación y subocupación habían alcanzado picos históricos (8,1 y 8,6% de la población económicamente activa, respectivamente). Luego de un período de lenta disminución (6,9 y 8,3% en mayo de 1992), el desempleo y el subempleo volvieron a crecer durante la crisis del Tequila, hasta alcanzar un pico de 18,4 y 11,3% en mayo de 1995, tras lo cual bajaron levemente hasta 12,4% y 13,6% en octubre de 1998. Para el final de su gobierno, estas cifras eran de 13,8 y 14,3%. Contribuyeron al aumento del desempleo y el subempleo los despidos masivos en las empresas públicas privatizadas, la terciarización de actividades y las sucesivas medidas de flexibilización laboral.
En otros planos, en 1991 promovió la formación del Mercosur y restableció relaciones diplomáticas con el Reino Unido, interrumpidas desde la Guerra de Malvinas. Abolió el servicio militar obligatorio tras el escándalo consecuencia del asesinato del recluta Omar Carrasco. Indultó a militares de la anterior dictadura (1976-1983) y a militantes de organizaciones guerrilleras que habían actuado principalmente durante la década del setenta.
Durante su gobierno, se modificó por ley del Congreso el número de integrantes de la Corte Suprema de Justicia, elevándolo a nueve miembros. Parte de la prensa denominó a esta corte ampliada la mayoría automática, aduciendo que en la mayor parte de los casos polémicos solían coincidir los votos de estos cinco jueces con los intereses del gobierno.
También se produjeron dos atentados terroristas de gran escala: el primero a la embajada de Israel, el 17 de marzo de 1992, y el segundo contra la AMIA (Asociación Mutual Israelita Argentina), el 18 de julio de 1994, que provocaron 29 y 85 muertos respectivamente. Distintas fuentes, entre ellas la de los dirigentes de la comunidad judía, afirmaron que el atentado fue perpetrado por organizaciones fundamentalistas islámicas con sede en el Líbano, bajo la organización de Irán, y acusaron al presidente de desviar la investigación que conduciría a la responsabilidad de ese país. Esta teoría se consolidó cuando un exmiembro de la inteligencia iraní aseguró que Menem recibió dinero para desvincular a ese país del ataque. En el 2004 un tribunal federal comprobaría que el juez que hacía 10 años investigaba la causa, Juan José Galeano, habría sobornado, siguiendo instrucciones del gobierno de Menem, a uno de los inculpados para que incriminara a oficiales de la policía bonaerense. Más aún, en junio de 2006, Hugo Anzorreguy, jefe de la Secretaría de Inteligencia del Estado (SIDE) durante el gobierno menemista, manifestó ante el juez federal que Menem había ordenado dicho soborno utilizando dinero de los fondos públicos. El exministro Anzorreguy, los jefes de la SIDE y varios funcionarios judiciales fueron condenados en 2015 por encubrir el atentado a la AMIA, mientras que la investigación y el juicio por el atentado contra la embajada israelí, a cargo de la Corte Suprema, nunca se realizó.
La alta popularidad de su gestión y el gran poder concentrado por el Partido Justicialista permitieron a Menem negociar con el líder de la oposición radical, Raúl Alfonsín, para firmar el Pacto de Olivos, en el que ambos acordaron, entre otros puntos, el llamado a una Convención para la reforma de la Constitución Nacional, en 1994, que permitió la reelección de Menem al año siguiente.
En su segundo mandato, Menem mantuvo las políticas económicas de su primera etapa de gobierno. Esta vez, sin embargo, el comienzo de una recesión en el tercer trimestre de 1998 y nuevas acusaciones de corrupción tuvieron como consecuencia un descenso en su popularidad: luego de un nuevo intento de reforma constitucional —esta vez fallido—, Menem terminó su gobierno el 10 de diciembre de 1999 traspasándole el mando al presidente electo Fernando de la Rúa.

### Crisis económica en Argentina (2000-2003)
La convertibilidad tenía los días contados y era insostenible en términos económicos financieros por la paralización del sistema productivo, el aumento de la deuda externa y la reducción de los términos del intercambio, producto de la baja de los precios de los bienes de consumo, el gobierno de Fernando de la Rúa, se aferraba a ella y seguía adoptando políticas neoliberales dictadas por el FMI, se produce una crisis política por un episodio de "Coimas en el Senado de la Nación para votar una ley de flexibilización laboral" y el 6 de octubre de 2000 renuncia Carlos "Chacho" Álvarez a la vicepresidencia de la Nación. 
Posteriormente Domingo Cavallo, exministro de Menem y autor intelectual de la convertibilidad vuelve a ser ministro de Economía, pero la suerte de la economía ya estaba echada, se profundizaron flexibilizaciones laborales y previsionales para combatir el déficit fiscal, se renegociaron deudas mediante una operatoria denominada "Megacanje" se tomó nueva deuda a tasas de interés impagables llamándolo "blindaje financiero" pero estalló la crisis que terminó con una reprogramación de depósitos bancarios "corralito y corralon" de carácter confiscatorio y el 20 de diciembre renuncia Fernando de la Rúa y atento a la anterior renuncia del vicepresidente Carlos Álvarez en 2000, y en virtud de la ley de acefalía del poder ejecutivo, la sucesión presidencial recayó en el presidente provisional del Senado, Ramón Puerta. 
De acuerdo al artículo 2.º de la Ley 20.972 —de acefalía— este cumplió el mandato de convocar dentro de las 48 horas a la Asamblea Legislativa para elegir qué funcionario público habría de desempeñar la Presidencia hasta que un nuevo presidente sea electo —de acuerdo al artículo 88 de la Constitución—. Reunida el 23 de diciembre de 2001, la Asamblea Legislativa eligió a Adolfo Rodríguez Saá para el cargo. Días después, Puerta renunció a la presidencia del Senado alegando motivos de salud. El gobierno de Rodríguez Saa duró solo 7 días. Durante ese periodo resolvió la suspensión de pagos de la deuda externa con los acreedores privados y anunció la entrada en circulación de una nueva moneda no convertible, llamada Argentino —que nunca vio la luz—, con la cual daría más de 100.000 subsidios, y financiaría planes de vivienda, así como un aumento a jubilados y estatales. Nombró a Jorge Capitanich como ministro de Infraestructura y Vivienda e interino de Economía, de Desarrollo Social y Medio Ambiente, de Salud, de Trabajo, Empleo y Formación de Recursos Humanos y de Seguridad Social. 
El 2 de enero de 2002 Eduardo Duhalde fue elegido por la Asamblea Legislativa en medio del caos en las calles de Buenos Aires. Entre las medidas de su gobierno de transición estuvieron la devaluación de la moneda, que dio fin a la Ley de Convertibilidad, la pesificación forzada de los depósitos bancarios en moneda extranjera, y una gran distribución de planes sociales para atenuar los efectos de una economía en recesión que llevaba varios años y había incrementado la pobreza e indigencia hasta índices nunca vistos antes en la Argentina. Su plan económico productivista, profundizado posteriormente, permitió que la economía argentina volviera a crecer tras años de recesión. 
El 26 de junio de 2002 las fuerzas policiales intentaron desalojar una protesta del Movimiento de Trabajadores Desocupados Aníbal Verón en el Puente Pueyrredón (que une la ciudad de Buenos Aires con el partido de Avellaneda). Dos manifestantes piqueteros, Maximiliano Kosteki y Darío Santillán, fueron asesinados por efectivos de la Policía bonaerense durante la represión. En ese momento, el Jefe de Gabinete, Alfredo Atanasof, y Juan José Álvarez ocupaba la Secretaría de Seguridad de la Nación. 
Ante el impacto generado por el hecho, Duhalde anticipó seis meses el llamado a elecciones presidenciales. Pese a que el bastión electoral de Duhalde, la provincia de Buenos Aires, concentra casi la mitad de los electores del país, para las siguientes elecciones presidenciales, el 27 de abril de 2003, este no pudo encontrar un candidato con posibilidades en su propia línea interna. En vista de ello dio su apoyo completo a Néstor Kirchner, quien resultó elegido presidente, en gran medida gracias al voto bonaerense.

### Presidencia de Néstor Kirchner (2003-2007)
La situación con vistas a las elecciones presidenciales se presentaba inestable y sin liderazgo establecido. Varios líderes del Partido Justicialista aspiraban a la candidatura: el propio Kirchner, que contaba con pocas fuerzas propias para definir una elección interna dentro de su partido; el expresidente Carlos Menem; y los gobernadores de las provincias de Córdoba, José Manuel de la Sota, Salta, Juan Carlos Romero, y San Luis, Adolfo Rodríguez Saá. Este último había tenido un breve interinato como presidente en diciembre de 2001 y fue quien declaró la cesación de pago de la deuda externa argentina. Las elecciones internas para definir la candidatura peronista se anunciaron primero para noviembre de 2002, y luego se postergaron a febrero de 2003.
El entonces presidente Duhalde, figura de peso dentro del justicialismo no solo por su condición presidencial sino también por su control hegemónico sobre la estructura partidaria de la provincia de Buenos Aires, el distrito más poblado del país, intentó jugar sus cartas en favor del gobernador de Santa Fe, Carlos Reutemann. Este, sin embargo, prefirió no presentar su candidatura; Duhalde trasladó sus preferencias a De la Sota, con quien tampoco pudo alcanzar un acuerdo estratégico. Así, el 15 de enero de 2003 anunció su apoyo a la precandidatura de Néstor Kirchner. Con este espaldarazo, Kirchner se situó en una posición mucho más favorable.
Sin embargo, la situación interna del justicialismo no estaba resuelta y si bien el apoyo de Duhalde era significativo, no garantizaba de por sí que Kirchner resultara el candidato presidencial. Por otra parte, las fricciones de una elección interna tan cercana a la elección nacional, prevista para el 27 de abril, podrían provocar un deterioro en las expectativas del justicialismo de obtener una victoria. Así, el 24 de enero, y con el argumento de que los tres aspirantes que quedaban en carrera (Kirchner, Rodríguez Saá y Menem, que había incorporado a Romero como candidato a vicepresidente) presentaban programas contrapuestos, el congreso del partido justicialista toma una decisión inédita: suspender la elección interna y permitir a todos los precandidatos presentarse por separado a la elección general. Esta decisión fue avalada por la justicia electoral. En la práctica, esto significaba que iban a enfrentarse como si perteneciesen a partidos distintos, ya que se presentarían con distintos emblemas y siglas.
Kirchner arrancó su campaña en una posición desfavorable. Las encuestas de intención de voto lo ubicaban por detrás de los otros candidatos justicialistas y de Ricardo López Murphy (exministro de De la Rúa y candidato de un conjunto de fuerzas de centroderecha). Sin embargo, la popularidad de Kirchner comenzó a crecer impulsando un programa de perfil socialdemócrata con el que buscaba diferenciarse de las políticas aplicadas durante los gobiernos de Menem y De la Rúa, poniendo acento en priorizar la producción, la justicia, la educación, el trabajo, la equidad y la salud (sintetizado de algún modo en sus eslóganes de campaña: “Un país en serio” y “Primero Argentina”). No fue desdeñable tampoco el aporte que significaron tanto su compromiso de mantener al ministro de economía de Duhalde, Roberto Lavagna, con una imagen positiva en la sociedad por su gestión anticrisis, como la participación de su esposa, Cristina Fernández, diputada y senadora por la provincia de Santa Cruz desde 1995.
La campaña electoral estuvo condicionada por los efectos de la crisis: la fecha de elecciones debió ser adelantada tras la represión del 26 de junio en el Puente Pueyrredón (ver Masacre de Avellaneda). Si bien se evidenciaron algunos leves signos de recuperación económica, por efecto del default y la restricción del gasto público, con leve recuperación de la tasa de cambio del peso frente al dólar y moderado aumento del PBI, las consecuencias sociales de la crisis fueron terribles. En octubre de 2002 el 57,5 % de la población se hallaba por debajo del límite de pobreza y prácticamente la mitad de esta población (27,5 % del total), por debajo de la línea de indigencia.
En las elecciones del 27 de abril de 2003 el frente «Alianza Frente por la Lealtad -UCD», —liderado por Menem—, obtuvo el 24.45 % y el «Frente para la Victoria» —de Kirchner—, obtuvo solo un 22.25 % de los votos. La legislación electoral argentina prescribe que si ningún candidato alcanza el 45 % de los votos válidos emitidos, los dos más votados deben disputar una segunda vuelta (balotaje).
Fuera de esa segunda ronda quedaron López Murphy con el 16.37 %, Rodríguez Saá con el 14.11 % y la candidata de centroizquierda Elisa Carrió (ex radical) con el 14.05 %. El candidato de la Unión Cívica Radical, Leopoldo Moreau, ocupó el sexto puesto con un 2.34 % en la peor elección de la historia de su partido.
Después de la primera ronda, Kirchner visitó al presidente del Brasil, Luiz Inácio Lula da Silva, y al de Chile, Ricardo Lagos Escobar, ante quienes ratificó sus intenciones de fortalecer el Mercosur y declaró que mantenía con orgullo las convicciones políticas que había sostenido en el pasado.
La segunda vuelta debía llevarse a cabo el 18 de mayo de 2003. Los sondeos previos indicaban entre un 60 y 70 % de intención de voto para el gobernador de Santa Cruz. Ello significaba no tanto apoyo explícito a los méritos propios de Kirchner, como rechazo a la posibilidad de que Menem presidiera nuevamente el país. Sin embargo, el balotaje no tendría lugar: el 14 de mayo el expresidente Menem, después de una larga cadena de rumores y desmentidos, anunció su decisión de renunciar a su candidatura, lo que automáticamente convirtió a Kirchner en presidente electo. Muchos analistas señalan que la maniobra de Menem tuvo como propósito evitar una derrota estentórea, y al mismo tiempo condicionar a Kirchner, que accedió a la presidencia con el nivel más bajo de votos jamás registrado en la historia argentina. El 25 de mayo de 2003, Néstor Kirchner prestó ante el Congreso el juramento de ley para convertirse en presidente de la República hasta 2007.
Kirchner asumió confirmando al ministro de economía de Duhalde, Roberto Lavagna, y a otros miembros del gabinete de su antecesor. La política económica del gobierno de Kirchner continuó los lineamientos establecidos por Lavagna bajo la presidencia de Duhalde, manteniendo la devaluación de la moneda mediante una fuerte participación del Banco Central en la compra de divisas, impulsando mediante las exportaciones un crecimiento económico con tasas del PBI cercanas al 10 %. Kirchner tuvo éxito, además, en sacar al país de la cesación de pagos más grande de su historia: canjeó la deuda soberana, de valor nulo tras la crisis del 2001, por nuevos bonos indexados por la inflación y el índice de crecimiento económico. Los índice de pobreza y de desempleo disminuyeron notoriamente.
Kirchner ha mantenido una relación conflictiva en lo verbal con el FMI, aunque ha optado por seguir el ejemplo de Lula, su par brasileño, pagando por anticipado la totalidad de la deuda con este organismo internacional (más de 10 000 millones de dólares). De manera que, a pesar de las declaraciones públicas, el gobierno de Kirchner ha sido el que más deuda canceló con el FMI en todo el transcurso de la historia argentina.
En noviembre de 2006 las reservas internacionales subieron más de 30 000 millones de dólares, la desocupación bajo a 10 % y la pobreza se mantiene en un 33,5 %.[cita requerida]
Kirchner ha llevado adelante una crítica pública de las violaciones a los Derechos Humanos durante los años setenta (inicialmente durante el gobierno de Isabel Perón y luego durante el Proceso de Reorganización Nacional) y ha sumado a su gobierno a miembros de organismos de Derechos Humanos, lo que le ha merecido críticas tanto de la derecha (que lo acusan de “evitar la reconciliación nacional”) como desde la izquierda (que consideran que estas acciones serían meramente declarativas, con el fin de esconder el “carácter represivo del propio gobierno de Kirchner”).[cita requerida]
Tras las últimas elecciones legislativas (en octubre de 2005), Kirchner ha obtenido una mayoría a nivel nacional y ha logrado desplazar a Duhalde del control del aparato político del conurbano bonaerense. Esto se ha reflejado en importantes cambios en el gabinete (fundamentalmente la sustitución de Roberto Lavagna por Felisa Miceli en el ministerio de economía). Algunos analistas, sin embargo, hacen hincapié en el carácter precario que tendrían los acuerdos alcanzados con los intendentes y gobernadores que aportaron a sus listas.
La oposición cuestiona el hecho de que, pese a controlar la mayoría de ambas cámaras del Congreso, Kirchner ha preferido en reiteradas ocasiones hacer uso de las facultades legislativas del poder ejecutivo, legislando a través de decretos de necesidad y urgencia en vez de seguir los trámites ordinarios previstos para la sanción de leyes. Desde su asunción y hasta mayo de 2006, de 337 leyes originadas en el poder ejecutivo que podrían haberse sancionado por decreto, Kirchner envió solo 136 como proyectos de ley al Congreso, mientras que las restantes 201 fueron sancionadas apelando a decretos de necesidad y urgencia. La estadística arroja así unos 67 decretos por año, con frecuencia comparados con los 54,5 por año de Carlos Menem —quien firmó un total de 545 durante sus diez años de gobierno—.
A nivel internacional, Kirchner se ha identificado con la tendencia que encarnan Lula (Brasil), Tabaré Vázquez (Uruguay), Evo Morales (Bolivia), y Michelle Bachelet (Chile). Al igual que estos jefes de Estado, Kirchner ha mantenido las relaciones con el gobierno estadounidense sin cambios esenciales. La participación argentina en la MINUSTAH se realizó por pedido directo del gobierno estadounidense, y el gobierno argentino sigue permitiendo ejercicios militares conjuntos con las fuerzas armadas estadounidenses en territorio argentino. Asimismo, en marzo de 2006 ha aprobado una batería de leyes con el fin de sumarse a la "lucha contra el terrorismo" propugnada por el presidente estadounidense George W. Bush, quien había sido felicitado por su colega Kirchner en la reelección del primero en noviembre de 2004.

### El peronismoortodoxo. Congreso Nacional Justicialista de Potrero de los Funes

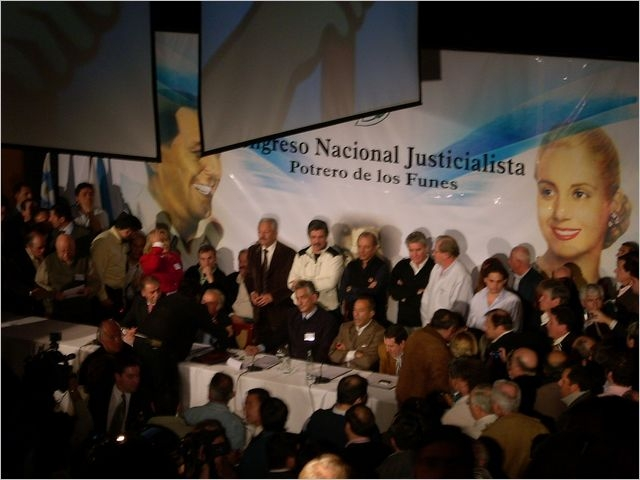
Congreso Nacional Justicialista de Potrero de los Funes en julio de 2007.

El peronismo ortodoxo, reunido el 6 de julio de 2007 en el Congreso Nacional Justicialista de Potrero de los Funes, afirmando que contaban con el número suficiente de congresales, y bajo la presencia de veedores judiciales de la provincia de San Luis, decidió cambiar de domicilio la sede del PJ nacional, llevándola a San Luis, y recreó el "Comando Superior Peronista" integrado por los expresidentes Carlos Menem, Adolfo Rodríguez Saá y Ramón Puerta. También dispuso la caducidad de todos los puestos del Consejo Nacional actualmente intervenido, llamar a internas para elegir la fórmula presidencial y, si eso no fuera posible, afirmó que el "Comando Superior" designaría la fórmula. Limitó en adelante la posibilidad de "autoconvocar" al congreso, prohibió que se reúna otra vez este año electoral y reclamó un reempadronamiento de todo el PJ y la convocatoria a internas para cargos partidarios para el mes de marzo de 2008.
Posteriormente el autodenominado Comando Superior Peronista designó como candidato a presidente al Dr. Alberto Rodríguez Saá para enfrentar en las elecciones 2007, a la candidata oficial del Frente para la Victoria, Cristina Fernández de Kirchner, esposa del presidente de la Argentina (Néstor Kirchner - 2003/2007).
El jueves 30 de agosto de 2007, el Tribunal de Disciplina de ese sector del Partido Justicialista que sesionó en el congreso celebrado en Potrero de los Funes, resolvió "expulsar" del partido a la senadora Cristina Fernández de Kirchner y a su esposo por "inconducta e indisciplina". El órgano, integrado por el santacruceño Eduardo Arnold, consideró que la postulante presidencial "ha violado los principios y resoluciones de los organismos partidarios" al anunciar "su candidatura por fuera del Partido Justicialista". Además, evaluó que Cristina "suplantó las históricas banderas del PJ por las del Frente para la Victoria" y señaló que ofendió "profundamente al pueblo peronista" al "traicionar el legado de Perón y Evita". Basándose en esas consideraciones, el Tribunal de Disciplina del PJ disidente resolvió "expulsar" de la fuerza a la senadora.
El peronismo ortodoxo, intentó adoptar para las elecciones presidenciales de 2007 la denominación "Frente Partido Justicialista", con el objeto de diferenciarse del Frente para la Victoria que -según esos peronistas ortodoxos- "no pertenece ni al partido ni al espíritu de la doctrina justicialista, pues dicho Frente no respeta la Doctrina Nacional de su fundador el Teniente Coronel Juan D. Perón".
Sin embargo, la Justicia electoral, a pedido del interventor del Partido Justicialista, le negó a dicho sector la posibilidad de llevar en sus boletas la denominación "Partido Justicialista", por lo que el peronismo ortodoxo decidió identificarse para las elecciones de octubre del 2007 como "Frente Justicia, Unión y Libertad", asemejando la sigla "FREJULI" que fue utilizada por el peronismo en 1973.
El 10 de octubre de 2007, la Cámara Nacional Electoral dio validez al Congreso Nacional Justicialista de Potrero de los Funes, apartando a la jueza María Servini de Cubria por prejuzgamiento, posibilitando que Alberto Rodríguez Saá sea el candidato del Partido Justicialista, con la posibilidad de utilizar los símbolos partidarios.

### Elecciones de octubre de 2007
En las elecciones realizadas el 28 de octubre de 2007, el sector ortodoxo del Partido Justicialista, representado por la fórmula Alberto Rodríguez Saá - Héctor María Maya, obtuvo en todo el país menos del 8% del total de los sufragios válidos, mientras que la fórmula Cristina Fernández de Kirchner - Julio Cobos resultó elegida en primera vuelta con el 45,29% de los votos, ratificando que se continuaría con el plan económico que se estaba implementando desde 2003 y en especial las retenciones a los productos de exportación con menor valor agregado. 
Una de las propuestas de campaña de Cristina Fernández fue dar prioridad al proceso de redistribución de la riqueza que, luego de seis años continuados de crecimiento a tasas de entre el 8 y el 9% anual, había quedado estancado, con un alto porcentaje de la población (26,9%) aún bajo la línea de pobreza.

### Presidencias de Cristina Fernández de Kirchner (2007-2015)
El expresidente Néstor Kirchner, en su período como presidente del Partido Justicialista, fue declarado sin elecciones internas debido a que la lista opositora de Héctor María Maya tenía numerosas irregularidades y no contaba con los avales necesarios para participar de los respectivos comicios. El acto de lanzamiento de la nueva conducción del PJ fue en el estadio de Almagro, donde oficiaron de oradores Juan Cabandié, el cegetista Hugo Moyano, el Gobernador del Chaco Jorge Capitanich y la Presidenta de la Nación, Cristina Fernández de Kirchner.
Entre las primeras propuestas de Néstor Kirchner como presidente del PJ fue la desafiliación de la Internacional Demócrata Cristiana, y la incorporación del partido dentro de la Internacional Socialista la cual tiene como fin enmarcar al PJ dentro de los partidos socialistas de América Latina. Hasta la fecha el proyecto sigue en tratativas.
Kirchner renunció a la presidencia del partido luego de las elecciones de 2009, y fue reemplazado por el gobernador bonaerense Daniel Scioli; sin embargo, reasumió la conducción durante un acto en la provincia del Chaco durante la temporada estival del 2010, pero finalmente murió el 27 de octubre de ese año, por lo que Scioli pasó a ser oficialmente el presidente interino.
En mayo de 2014 Eduardo Fellner fue nombrado oficialmente como presidente del PJ.

### Oposición (2015-2019)
A las elecciones presidenciales de 2015 el PJ concurrió integrando el Frente para la Victoria, llevando como candidato el por entonces gobernador de la provincia de Buenos Aires, Daniel Scioli, obteniendo el 37% de los votos, en la primera vuelta electoral. En la ocasión el peronismo fue dividido a elecciones, con un sector importante integrando la alianza Unidos por una Nueva Alternativa, con la candidatura de Sergio Massa, que obtuvo 21% de los votos, y otros sector menos numeroso integrando Compromiso Federal, con la candidatura de Adolfo Rodríguez Saá, que obtuvo 1,64% en el país, pero ganó la provincia de San Luis.
A pesar de perder las elecciones presidenciales, el PJ ganó las elecciones 2013/2015 a gobernador en 14 de las 23 provincias, solo o en alianza con otras fuerzas: Catamarca (Lucía Corpacci), Chaco (Domingo Peppo), Córdoba (Juan Schiaretti), Entre Ríos (Gustavo Bordet), Formosa (Gildo Insfran), La Pampa (Carlos Verna), La Rioja (Sergio Casas), Salta (Juan Manuel Urtubey), San Juan (Sergio Uñac), San Luis (Alberto Rodríguez Saá), Santa Cruz (Alicia Kirchner), Santiago del Estero (Claudia Ledesma Abdala), Tierra del Fuego (Rosana Bertone) y Tucumán (Juan Manzur). En esta serie electoral, fue importante la pérdida de la provincia de Buenos Aires, que concentra un tercio de la población del país, y que el PJ había gobernado ininterrumpidamente desde 1987.
En las elecciones legislativas de 2017, el PJ integró diversas alianzas distritales. En la importante provincia de Buenos Aires el PJ integró el Frente Justicialista Cumplir, llevando a Florencio Randazzo como candidato a senador, objetivo que no cumplió por obtener solo 5% de los votos. En la misma provincia, el kirchnerismo fue por fuera del PJ con un frente llamado Unidad Ciudadana, llevando la candidatura a senadora de Cristina Fernández de Kirchner, que salió segunda con 36 % de los votos y obtuvo la banca.  

### Presidencia de Alberto Fernández (2019-2023)
En las elecciones presidenciales de 2019 el PJ integró una alianza llamada Frente de Todos, que unió a prácticamente todos los sectores peronistas (kirchnerismo, massismo, peronismo federal, etc.) e incluyó a diversos partidos de centro izquierda. En mayo de ese año, sorpresivamente, Cristina Fernández, que era la candidata peronista con mayor intención de votos pero que era resistida por un importante sector interno del peronismo, anunció que se bajaba de la candidatura presidencial para pretender la Vicepresidencia, proponiendo a Alberto Fernández para la Presidencia. La iniciativa obtuvo un amplio apoyo de todo el espectro peronista, incluyendo a Sergio Massa, que encabezó la lista de diputados de la provincia de Buenos Aires. El 27 de octubre, el Frente de Todos ganó las elecciones en primera vuelta con un 48 %, venciendo por ocho puntos al entonces presidente Mauricio Macri, que pretendía su reelección.
El PJ ganó las elecciones de 2017/2019 a gobernador en 14 de las 24 provincias, solo o en alianza con otras fuerzas: Buenos Aires (Axel Kicillof), Catamarca (Raúl Jalil), Chaco (Jorge Capitanich), Córdoba (Juan Schiaretti), Entre Ríos (Gustavo Bordet), Formosa (Gildo Insfran), La Pampa (Sergio Ziliotto), La Rioja (Ricardo Quintela), San Juan (Sergio Uñac), San Luis (Alberto Rodríguez Saá), Santa Cruz (Alicia Kirchner), Santa Fe (Omar Perotti), Santiago del Estero (Gerardo Zamora), Tierra del Fuego (Gustavo Melella) y Tucumán (Juan Manzur). En esta serie electoral, fue importante la recuperación de la provincia de Buenos Aires, que concentra un tercio de la población del país, que el PJ había perdido en 2015.

### Elecciones Presidenciales de 2023
La presidencia de Alberto Fernández fue marcada por un alarmante 40% de pobreza, y una inflación interanual superior al 100%. Debido a estos problemas económicos, el escenario político se veía incierto para el peronismo. La entonces vicepresidenta Cristina Kirchner temía que el peronismo quedara en tercer puesto, lo que sería el peor resultado electoral de su historia. En medio de este contexto, el candidato del kirchnerismo era prácticamente desconocido, lo que generaba incertidumbre entre los seguidores del movimiento. La militancia kirchnerista abogaba por la postulación de Cristina Kirchner como candidata, pero en diciembre de 2022 la ex presidenta anunció que no competiría por el cargo.
Todo indicaba entonces que la fórmula presidencial sería encabezada por Wado de Pedro, con Juan Manzur como vicepresidente. Este rumor cobró fuerza, especialmente después de la declaración de Wado de Pedro que afirmó: "Quiero ser el presidente de todas las familias argentinas".
También Daniel Scioli, exvicepresidente de la nación, manifestó su interés en competir en las PASO. Poco después, el 23 de junio, el Frente de Todos cambió su nombre a Unión por la Patria y anunció que el entonces ministro de economía, Sergio Massa, sería el candidato presidencial, con Agustín Rossi como compañero de fórmula. A su vez se confirmó que Wado de Pedro y Scioli habían declinado sus candidaturas.
Paralelamente, Juan Grabois se presentó como candidato presidencial, desafiando a Massa en las internas. Además, el peronista cordobés Juan Schiaretti se postuló por la coalición Hacemos por Nuestro País.
En las PASO, Massa derrotó a Juan Grabois, y Unión Por La Patria se posicionó como el tercer espacio más votado. Schiaretti, por su parte, logró superar el mínimo requerido para poder participar en las elecciones generales.
En las elecciones generales Massa fue el candidato más votado, pero al no cumplirse las condiciones para evitarla, tuvo que ir a una segunda vuelta contra el candidato Javier Milei. que resultó la derrota de Massa.
Unión por la Patria conservó 8 gobernaciones: Buenos Aires, Catamarca, Formosa, La Pampa, La Rioja, Santiago del Estero y Tierra del Fuego
En la provincia de Córdoba el candidato Martín Llaryora de la coalición peronista Hacemos Unidos por Córdoba logró ganar la elección a gobernador.

### Presente
El 20 de diciembre de 2023, diez días después de su asunción, el presidente Javier Milei emitió el decreto de necesidad y urgencia 70/2023, seguido siete días después por la presentación del Proyecto de Ley de Bases y Puntos de Partida para la Libertad de los Argentinos, norma conocida popularmente como “ley ómnibus”. Estas dos iniciativas legislativas representaron un intento por parte del oficialismo de liberalizar la economía argentina. El kirchnerismo rechazó ambas iniciativas.
Paralelamente, el peronismo federal se unió con otros partidos políticos en la Cámara de Diputados para formar un nuevo bloque conocido como Hacemos Coalición Federal. Este bloque, conformado por todo el peronismo federal, algunos radicales, unos pocos diputados del PRO, todos los diputados de la Coalición Cívica, el diputado liberal Ricardo López Murphy y la diputada Margarita Stolbizer, buscaba entablar un diálogo con el oficialismo para aprobar la ley ómnibus. El 2 de febrero de 2024 la ley obtuvo media sanción para el dictamen de la mayoría por parte de la Cámara de Diputados con 144 votos afirmativos, 109 negativos y ninguna abstención. El 6 de febrero de 2024, poco después de iniciar el tratamiento artículo por artículo y debido a los diversos rechazos, los diputados de La Libertad Avanza decidieron devolver el proyecto a comisiones.
Una vez conocidos los resultados, el Gobierno calificó de «traidores» a los diputados del bloque.
El bloque de diputados nacionales de Unión por la Patria, en una posición claramente opositora al oficialismo, buscó consolidar y ampliar su espacio. En un comunicado titulado “Defender a los pueblos de las provincias de la agresión de Javier Milei“, convocó a las otras fuerzas no oficialistas a “poner límites” y “defender el orden legal”.
El 30 de abril de 2024, con una serie de modificaciones, el proyecto volvió a tratarse en la Cámara de Diputados y fue aprobado.
Un par de días después, el proyecto se trató en la cámara de senadores y, debido al empate, Victoria Villarruel tuvo que votar el proyecto y votó a favor.
El 14 de marzo de 2024 se dio tratamiento en el Senado al Decreto 70/23, que resultó rechazado por 41 votos en contra, —entre ellos la totalidad del bloque de 33 senadores de Unión por la Patria—, y 25 a favor.

## Presidentes del partido
| N.º |        | Presidente                     | Mandato                 | Mandato                 | Vicepresidente(s)                                                                                                | Nota |
| N.º | Inicio | Presidente                     | Fin                     |                         | Vicepresidente(s)                                                                                                | Nota |
| --- | ------ | ------------------------------ | ----------------------- | ----------------------- | --- | --- |
| 1   |        | Juan Domingo Perón             | 21 de noviembre de 1946 | 1 de julio de 1974      | | |
| 2   |        | María Estela Martínez de Perón | 1 de julio de 1974      | 21 de febrero de 1985   | Deolindo Bittel                                                                                                  | |
| 3   |        | Vicente Leonides Saadi         | 8 de julio de 1985      | 10 de enero de 1988     | | Interino |
| 4   |        | Antonio Cafiero                | 10 de enero de 1988     | 6 de agosto de 1990     | Carlos Menem | |
| 5   |        | Carlos Saúl Menem              | 10 de agosto de 1990    | 13 de junio de 2001     | Eduardo Menem | |
| 6   |        | Rubén Marín                    | 13 de junio de 2001     | 28 de noviembre de 2001 | | Interino |
| 7   |        | Carlos Saúl Menem              | 28 de noviembre de 2001 | 11 de junio de 2003     | | |
| 8   |        | Eduardo Fellner                | 11 de junio de 2003     | 29 de marzo de 2004     | 1.º: Carlos Reutemann 2.º: Felipe Solá                                                                           | Interino |
| -   |        | Acéfalo                        | 29 de marzo de 2004     | 6 de septiembre de 2005 | | |
| 9   |        | Ramón Ruiz                     | 6 de septiembre de 2005 | 23 de abril de 2008     | | Interventor Judicial |
| 10  |        | Néstor Kirchner                | 25 de abril de 2008     | 29 de junio de 2009     | Daniel Scioli | |
| 11  |        | Daniel Scioli                  | 29 de junio de 2009     | 11 de noviembre de 2009 | | Interino |
| 12  |        | Néstor Kirchner                | 11 de noviembre de 2009 | 27 de octubre de 2010   | Daniel Scioli | |
| 13  |        | Daniel Scioli                  | 27 de octubre de 2010   | 8 de mayo de 2014       | | Interino |
| 14  |        | Eduardo Fellner                | 8 de mayo de 2014       | 3 de mayo de 2016       | 1.°: Jorge Capitanich 2.°: Antonio Caló                                                                          | Interino |
| 15  |        | José Luis Gioja                | 3 de mayo de 2016       | 10 de abril de 2018     | 1.º: Daniel Scioli 2.º: Antonio Caló 3.º: Lucía Corpacci 4.º: Leonardo Nardini                                   | |
| 16  |        | Luis Barrionuevo               | 10 de abril de 2018     | 2 de agosto de 2018     | 1.º: Carlos Campolongo 2.º: Julio Bárbaro                                                                        | Interventor Judicial |
| 17  |        | José Luis Gioja                | 2 de agosto de 2018     | 22 de marzo de 2021     | Daniel Scioli | Prorrogado la finalización del mandato por la pandemia de covid 19                                                                                 |
| 18  |        | Alberto Fernández              | 22 de marzo de 2021     | 14 de agosto de 2024    | 1.º: Cristina Álvarez Rodríguez 2.º: Axel Kicillof 3.º: Analía Rach Quiroga 4.º: Juan Manzur 5.º: Lucía Corpacci | De licencia a partir del 22 de marzo de 2024, presentó su renuncia el 9 de agosto de 2024, la cual se hizo efectiva el 14 de agosto del mismo año. |
| -   |        | Acéfalo                        | 22 de marzo de 2024     | 17 de noviembre de 2024 | 1.º: Cristina Álvarez Rodríguez 2.º: Axel Kicillof 3.º: Analía Rach Quiroga 4.º: Juan Manzur 5.º: Lucía Corpacci | |
| 19  |        | Cristina Fernández de Kirchner | 17 de noviembre de 2024 | presente                | 1.º: José Mayans 2.º: Lucía Corpacci 3.º: Germán Pedro Martínez 4.º: Mariel Fernández 5.º: Ricardo Pignanelli    | |

## Autoridades provinciales
| Provincia              | Presidente/a                                                  | Vicepresidentes/as                                                         | Secretario general        | Afiliados |
| ---------------------- | ------------------------------------------------------------- | -------------------------------------------------------------------------- | ------------------------- | --------- |
| Buenos Aires           | Máximo Kirchner                                               | Verónica Magario Mariel Fernández                                          | Gabriel Katopodis         | 1166255   |
| Ciudad de Buenos Aires | Mariano Recalde                                               | Raquel Cecilia Kismer Jorge Meneses Silvia Gottero Juan Manuel Abal Medina | Javier Andrade            | 77920     |
| Catamarca              | Lucía Corpacci                                                | Raúl Jalil Guillermo Rafael Ferreyra                                       | Paola Noelia Fedelli      | 36174     |
| Chaco                  | Jorge Capitanich                                              | Magda Ayala Carmen Moreno                                                  | Antonio José Rodas        | 137150    |
| Chubut                 | Gustavo Fita                                                  | Mónica Saso Erica Pineda Alejandra Duhalde Marina Barrera                  | Miguel López Gutiérrez    | 34991     |
| Córdoba                | Juan Schiaretti                                               |                                                                            |                           |           |
| Corrientes             | Ana Almirón                                                   | Leonardo Aguirre Nancy Esteche Vívoda Marcos Bassi Lorena Mingorance       | Gonzalo Soto              |           |
| Entre Ríos             | José Orlando Cáceres                                          | Carina Domínguez Mauro Díaz Chaves                                         | Mayda Cresto              |           |
| Formosa                | Gildo Insfrán                                                 |                                                                            |                           |           |
| Jujuy                  | Gustavo Menéndez (interventor) Aníbal Fernández (interventor) |                                                                            |                           |           |
| La Pampa               | Sergio Ziliotto                                               | María Luz Alonso                                                           | Daniel Aníbal Lovera      |           |
| La Rioja               | Ricardo Quintela                                              |                                                                            |                           |           |
| Mendoza                | Emir Félix                                                    | Flor Destéfanis Paloma Scalco                                              |                           |           |
| Misiones               | Gustavo Arrieta (interventor) Máximo Rodríguez (interventor)  |                                                                            |                           |           |
| Neuquén                | Darío Martínez                                                | María Elena Paladino Tanya Yanet Bertoldi                                  |                           |           |
| Río Negro              | Sergio Eduardo Hernández                                      |                                                                            | Gerardo Sergio Martínez   |           |
| Salta                  | Sergio Berni (interventor) María Luz Alonso (interventora)    |                                                                            |                           |           |
| San Juan               | Juan Carlos Quiroga Moyano                                    | Graciela Seva Fabián Aballay                                               | Agostina Testa            |           |
| San Luis               | Alberto Rodríguez Saá                                         | María Eugenia Catalfamo Luis Marcelo Amitrano Gloria Isabel Petrino        | Silvia Sosa Araujo        |           |
| Santa Cruz             | Karina Nieto                                                  |                                                                            |                           |           |
| Santa Fe               | Guillermo Cornaglia                                           | María Luz Rioja Eduardo Toniolli Rosana Fornaciero                         | Marcos Cleri              |           |
| Santiago del Estero    | José Emilio Neder                                             | Norma Abdala de Matarazzo José Edgardo Gómez                               | Carlos Silva Neder        |           |
| Tierra del Fuego       | Walter Vuoto                                                  | Myriam Martínez Juan Carlos Pino                                           | Laura Ávila               |           |
| Tucumán                | Juan Luis Manzur                                              | Osvaldo Jaldo                                                              | Sergio Francisco Mansilla |           |
| Total                  |                                                               |                                                                            |                           | 2804767   |

## Resultados electorales

### Elecciones presidenciales
|  | 63,40 % |

|  | 49,56 % |

|  | 61,85 % |

|  | 40,16 % |

|  | 43,17 % |

|  | 47,49 % |

|  | 52,00 % |

|  | 49,94 % |

|  | 38,27 % |

|  | 24,45 % |

|  | 22,24 % |

|  | 14,11 % |

|  | 45,28 % |

|  | 54,11 % |

|  | 37,08 % |

|  | 48,66 % |

|  | 48,24 % |

|  | 36,78 % |

|  | 44,35 % |

### Balotaje
|  | 48,66 % |

|  | 44,35 % |

### Elecciones primarias
|  | 50,24 % |

|  | 38,67 % |

|  | 47,79 % |

|  | 21,45 % |

|  | 5,85 % |

### Cámara de Diputados
| Año  | Votos      | %     | Bancas  | Bancas   | Posición        | Presidencia                             | Nota                                                                     |
| Año  | Votos      | %     | Ganadas | En total | Posición        | Presidencia                             | Nota                                                                     |
| ---- | ---------- | ----- | ------- | -------- | --------------- | --------------------------------------- | ------------------------------------------------------------------------ |
| 1948 | 1.457.972  | 59.54 | 54/70   | 111/158  | Mayoría         | Juan Domingo Perón (PJ)                 | Como Partido Peronista                                                   |
| 1951 | 4.545.168  | 63.50 | 135/149 |          | Mayoría         | Juan Domingo Perón (PJ)                 | Partido Peronista y Partido Peronista Femenino                           |
| 1954 | 4.977.586  | 63.50 | 91/97   | 135/149  | Mayoría         | Juan Domingo Perón (PJ)                 | Partido Peronista y Partido Peronista Femenino                           |
| 1958 |            |       |         |          |                 | Pedro Eugenio Aramburu (de facto)       | Proscrito                                                                |
| 1960 |            |       |         |          |                 | Arturo Frondizi (UCRI)                  | Proscrito                                                                |
| 1962 | 2.985.511  | 35.71 | 46/94   | 49/192   | Tercera minoría | Arturo Frondizi (UCRI)                  | Coalición "Frente Justicialista" entre las fuerzas neoperonistas.        |
| 1963 |            |       |         |          |                 | José María Guido (UCRI)                 | Proscrito                                                                |
| 1965 | 3.278.434  | 29.62 | 34/96   | 52/192   | Primera minoría | Arturo Umberto Illia (UCRP)             | Como Unión Popular y otros partidos neoperonistas                        |
| 1973 | 5.908.414  | 49.56 | 124/243 |          | Mayoría         | Alejandro Agustín Lanusse (de facto)    | Parte del Frente Justicialista de Liberación                             |
| 1983 | 5.697.610  | 37.12 | 111/254 |          | Segunda minoría | Reynaldo Bignone (de facto)             | Primera derrota electoral limpia                                         |
| 1985 | 5.259.331  | 34.32 | 55/127  | 101/254  | Segunda minoría | Raúl Alfonsín (UCR)                     |                                                                          |
| 1987 | 6.649.362  | 41.46 | 60/127  | 108/254  | Segunda minoría | Raúl Alfonsín (UCR)                     |                                                                          |
| 1989 | 7.324.033  | 42.86 | 65/127  | 126/254  | Primera minoría | Raúl Alfonsín (UCR)                     | Parte del Frente Justicialista de Unidad Popular                         |
| 1991 | 6.288.222  | 40.22 | 62/127  | 116/257  | Primera minoría | Carlos Menem (PJ)                       |                                                                          |
| 1993 | 6.946.586  | 42.46 | 64/127  | 127/257  | Primera minoría | Carlos Menem (PJ)                       |                                                                          |
| 1995 | 7.294.828  | 43.03 | 68/127  | 131/257  | Mayoría         | Carlos Menem (PJ)                       | Parte del Frente Recuperación Ética                                      |
| 1997 | 6.267.973  | 36.33 | 50/127  | 118/257  | Primera minoría | Carlos Menem (PJ)                       |                                                                          |
| 1999 | 5.986.674  | 32.33 | 51/127  | 101/257  | Segunda minoría | Carlos Menem (PJ)                       |                                                                          |
| 2001 | 5.267.136  | 37.46 | 66/127  | 121/257  | Primera minoría | Fernando de la Rúa (UCR/Alianza)        |                                                                          |
| 2003 | 5.511.420  | 35.10 | 58/127  | 129/257  | Mayoría         | Eduardo Duhalde (PJ)                    | Teniendo en cuenta las coaliciones que incluyeron alguna facción del PJ. |
| 2005 | 6.883.925  | 40.50 | 66/127  | 140/257  | Mayoría         | Néstor Kirchner (PJ-FPV)                | Teniendo en cuenta las coaliciones que incluyeron alguna facción del PJ. |
| 2007 | 9.302.935  | 51.57 | 89/127  | 162/257  | Mayoría         | Néstor Kirchner (PJ-FPV)                | Teniendo en cuenta las coaliciones que incluyeron alguna facción del PJ. |
| 2009 | 5.891.330  | 30.80 | 47/127  | 136/257  | Mayoría         | Cristina Fernández de Kirchner (PJ-FPV) | Teniendo en cuenta las coaliciones que incluyeron alguna facción del PJ. |
| 2011 | 12.073.675 | 58.60 | 85/127  | 156/257  | Mayoría         | Cristina Fernández de Kirchner (PJ-FPV) | Teniendo en cuenta las coaliciones que incluyeron alguna facción del PJ. |
| 2013 | 12.702.809 | 55.39 | 67/127  | 167/257  | Mayoría         | Cristina Fernández de Kirchner (PJ-FPV) | Teniendo en cuenta las coaliciones que incluyeron alguna facción del PJ. |
| 2015 | 8.797.279  | 37.41 | 59/130  | 95/257   | Primera minoría | Cristina Fernández de Kirchner (PJ-FPV) | Teniendo en cuenta las coaliciones que incluyeron alguna facción del PJ. |
| 2017 | 9.518.813  | 38,99 | 58/127  | 110/257  | Primera minoría | Mauricio Macri (PRO-Cambiemos)          | Teniendo en cuenta las coaliciones que incluyeron alguna facción del PJ. |
| 2019 | 11.359.508 | 45,50 | 64/130  | 122/257  | Primera minoría | Mauricio Macri (PRO-Cambiemos)          | Parte del Frente de Todos                                                |
| 2021 | 8.041.290  | 34,56 | 50/127  | 118/257  | Primera minoría | Alberto Fernández (PJ)                  | Parte del Frente de Todos                                                |
| 2023 |            |       | 58/127  | 108/257  | Primera minoría | Alberto Fernández (PJ)                  | Parte de Unión por la Patria                                             |

### Senado
| Año  | Votos     | %     | Bancas  | Bancas   | Posición        | Presidencia                             | Nota                                              |
| Año  | Votos     | %     | Ganadas | En total | Posición        | Presidencia                             | Nota                                              |
| ---- | --------- | ----- | ------- | -------- | --------------- | --------------------------------------- | ------------------------------------------------- |
| 1949 |           |       | 26/30   |          | Mayoría         | Juan Domingo Perón (PJ)                 | Como Partido Peronista                            |
| 1952 |           |       | 30/30   |          | Mayoría         | Juan Domingo Perón (PJ)                 | Partido Peronista y Partido Peronista Femenino    |
| 1955 |           |       | 35/36   |          | Mayoría         | Juan Domingo Perón (PJ)                 | Partido Peronista y Partido Peronista Femenino    |
| 1958 |           |       |         |          |                 | Pedro Eugenio Aramburu (de facto)       | Proscrito                                         |
| 1961 |           |       |         |          |                 | Arturo Frondizi (UCRI)                  | Proscrito                                         |
| 1963 |           |       | 11/46   |          | Minoría         | José María Guido (UCRI)                 | Como Unión Popular y otros partidos neoperonistas |
| 1966 |           |       | 8/46    |          | Minoría         | Arturo Umberto Illia (UCRP)             | Como Unión Popular y otros partidos neoperonistas |
| 1973 |           |       | 40/69   |          | Mayoría         | Alejandro Agustín Lanusse (de facto)    | Parte del Frente Justicialista de Liberación      |
| 1983 |           |       | 20/46   |          | Minoría         | Reynaldo Bignone (de facto)             | Primera derrota electoral limpia                  |
| 1989 |           |       | 28/46   |          | Mayoría         | Raúl Alfonsín (UCR)                     | Parte del Frente Justicialista de Unidad Popular  |
| 1995 |           |       | 39/72   |          | Mayoría         | Carlos Menem (PJ)                       | Parte del Frente Recuperación Ética               |
| 2001 | 5.182.314 | 35,61 | 40/72   | 40/72    | Mayoría         | Fernando de la Rúa (UCR/Alianza)        |                                                   |
| 2003 | 1.762.129 | 38,60 | 13/24   | 41/72    | Mayoría         | Eduardo Duhalde (PJ)                    | Contando todas las coaliciones                    |
| 2005 | 5.281.940 | 63,97 | 18/24   | 43/72    | Mayoría         | Néstor Kirchner (PJ-FPV)                | Contando todas las coaliciones                    |
| 2007 | 1.355.172 |       | 12/24   | 43/72    | Mayoría         | Néstor Kirchner (PJ-FPV)                | Contando todas las coaliciones                    |
| 2009 | 931.518   |       | 10/24   | 44/72    | Mayoría         | Cristina Fernández de Kirchner (PJ-FPV) | Contando todas las coaliciones                    |
| 2011 | 5.727.399 |       | 18/24   | 43/72    | Mayoría         | Cristina Fernández de Kirchner (PJ-FPV) | Contando todas las coaliciones                    |
| 2013 | 1.631.962 |       | 13/24   | 39/72    | Mayoría         | Cristina Fernández de Kirchner (PJ-FPV) | Contando todas las coaliciones                    |
| 2015 | 2.878.218 |       | 10/24   | 46/72    | Mayoría         | Cristina Fernández de Kirchner (PJ-FPV) | Contando todas las coaliciones                    |
| 2017 | 4.342.741 |       | 10/24   | 36/72    | Mayoría         | Mauricio Macri (PRO-Cambiemos)          | Contando todas las coaliciones                    |
| 2019 | 2.609.017 | 46.30 | 13/24   | 39/72    | Mayoría         | Mauricio Macri (PRO-Cambiemos)          | Contando todas las coaliciones                    |
| 2021 | 2.122.648 | 29,83 | 9/24    | 35/72    | Primera minoría | Alberto Fernández (PJ)                  | Parte del Frente de Todos                         |
| 2023 | 5.076.244 | 43,71 | 13/24   | 33/72    | Primera minoría | Alberto Fernández (PJ)                  | Parte de Unión por la Patria                      |

## Número de afiliados
| Data      | Afiliados | Crecimento anual | Crecimento anual |
| --------- | --------- | ---------------- | ---------------- |
| dic./1998 | 3.827.678 | —                | —                |
| dic./1999 | 3.884.955 | 57.277           | Crecimiento      |
| dic./2000 | 3.845.090 | 39.865           | Decrecimiento    |
| dic./2001 | 3.884.167 | 39.077           | Crecimiento      |
| dic./2002 | 3.775.040 | 109.127          | Decrecimiento    |
| dic./2003 | 3.737.110 | 37.930           | Decrecimiento    |
| dic./2004 | 3.668.803 | 68.307           | Decrecimiento    |
| dic./2005 | 3.643.163 | 25.640           | Decrecimiento    |
| dic./2006 | 3.601.239 | 41.924           | Decrecimiento    |
| dic./2007 | 3.586.326 | 14.913           | Decrecimiento    |
| dic./2008 | 3.823.373 | 237.047          | Crecimiento      |
| dic./2009 | 3.795.731 | 27.642           | Decrecimiento    |
| dic./2010 | 3.740.762 | 54.969           | Decrecimiento    |
| dic./2011 | 3.651.586 | 89.176           | Decrecimiento    |
| dic./2012 | 3.596.783 | 54.803           | Decrecimiento    |
| dic./2013 | 3.569.929 | 26.854           | Decrecimiento    |
| dic./2014 | 3.531.445 | 38.484           | Decrecimiento    |
| dic./2015 | 3.560.902 | 29.457           | Crecimiento      |
| dic./2016 | 3.620.375 | 59.473           | Crecimiento      |
| dic./2017 | 3.533.407 | 86.968           | Decrecimiento    |
| dic./2018 | 3.451.231 | 82.176           | Decrecimiento    |
| dic./2019 | 3.395.557 | 55.674           | Decrecimiento    |
| dic./2020 | 3.314.970 | 80.587           | Decrecimiento    |
| dic./2021 | 3.237.605 | 77.365           | Decrecimiento    |
| dic./2022 | 3.204.329 | 33.276           | Decrecimiento    |
| dic./2023 | 3.142.777 | 61.552           | Decrecimiento    |